# Công viên Ueno
Công viên Ueno (上野公園 Ueno Kōen) (Hán-Việt: Thượng Dã Công viên) là một công viên ở quận Ueno Taitō, Tokyo, Nhật Bản. Công viên được thành lập vào năm 1873 trên những vùng đất trước đây thuộc chùa Kan'ei-ji. Đây là công viên công cộng đầu tiên của Nhật Bản, nó được thiết lập theo mô hình kiểu mẫu phương tây như là một phần của việc tiếp nhận và du nhập các tập quán quốc tế đặc trưng trong giai đoạn đầu thời Meiji.
Đây là nơi có một số bảo tàng lớn, công viên Ueno cũng là nơi tổ chức lễ hội ngắm hoa anh đào và hanami và là địa điểm chứa bảo tàng nghệ thuật đầu tiên, công viên có vườn thú đầu tiên, và xe điện đầu tiên ở Nhật Bản. Trong thời gian gần đây, công viên và các điểm tham quan của nó đã thu hút hơn mười triệu lượt khách tham quanh mỗi năm, khiến nó trở thành công viên thành phố nổi tiếng nhất Nhật Bản.

## Lịch sử
Công viên Ueno xây trên khu đất từng thuộc về Kan'ei-ji, được thành lập năm 1625 trong "Quỷ Môn", hướng xấu phía đông bắc của Lâu đài Edo. Hầu hết các tòa nhà trong đền đã bị phá hủy trong Trận Ueno vào năm 1868 trong Chiến tranh Boshin, khi các lực lượng của Mạc phủ Tokugawa bị đánh bại bởi quân đội muốn khôi phục quyền lực thiên hoàng. Vào tháng 12 năm đó, đồi Ueno trở thành tài sản của thành phố Tokyo, ngoài các tòa nhà chùa còn sót lại bao gồm ngôi chùa năm tầng xây năm 1639, Quan Âm Kiyomizu dō (hoặc Shimizudō) xây năm 1631, và cổng chính cùng tuổi xây dựng (tất cả được chỉ định là Tài sản văn hóa quan trọng).
Nhiều người đề xuất sử dụng địa điểm này làm trường y hoặc bệnh viện, nhưng bác sĩ Hà Lan Bauduin đã thuyết phục biến khu vực này thành một công viên. Vào tháng 1 năm 1873, Dajō-kan đã đưa ra một thông báo về việc thành lập công viên, lưu ý rằng "ở các quận thuộc Tokyo, Osaka và Kyoto, có những địa điểm lịch sử, cảnh đẹp, và giải trí và thư giãn nơi mọi người có thể đến thăm và hãy tận hưởng, ví dụ Sensō-ji và Kan'ei-ji... " Thời điểm này diễn ra sau việc thành lập Yellowstone, vườn quốc gia đầu tiên của thế giới.
Cuối năm đó, Công viên Ueno được thành lập, cùng với các Shiba, Asakusa, Asukayama, và Fukugawa. Ban đầu nó thuộc sự quản lý của Cục Bảo tàng của Bộ Nội vụ, sau đó là Bộ Nông nghiệp và Thương mại, trước khi chuyển sang Bộ Hoàng gia. Năm 1924, để vinh danh cuộc hôn nhân của Hirohito, Công viên Ueno đã được Hoàng đế Taishou tặng cho thành phố, nhận được tên chính thức tồn tại cho đến ngày nay của Ueno Onshi Kōen (上野恩賜公園), được thắp sáng. "Công viên quà tặng hoàng gia Ueno".

## Đặc điểm tự nhiên

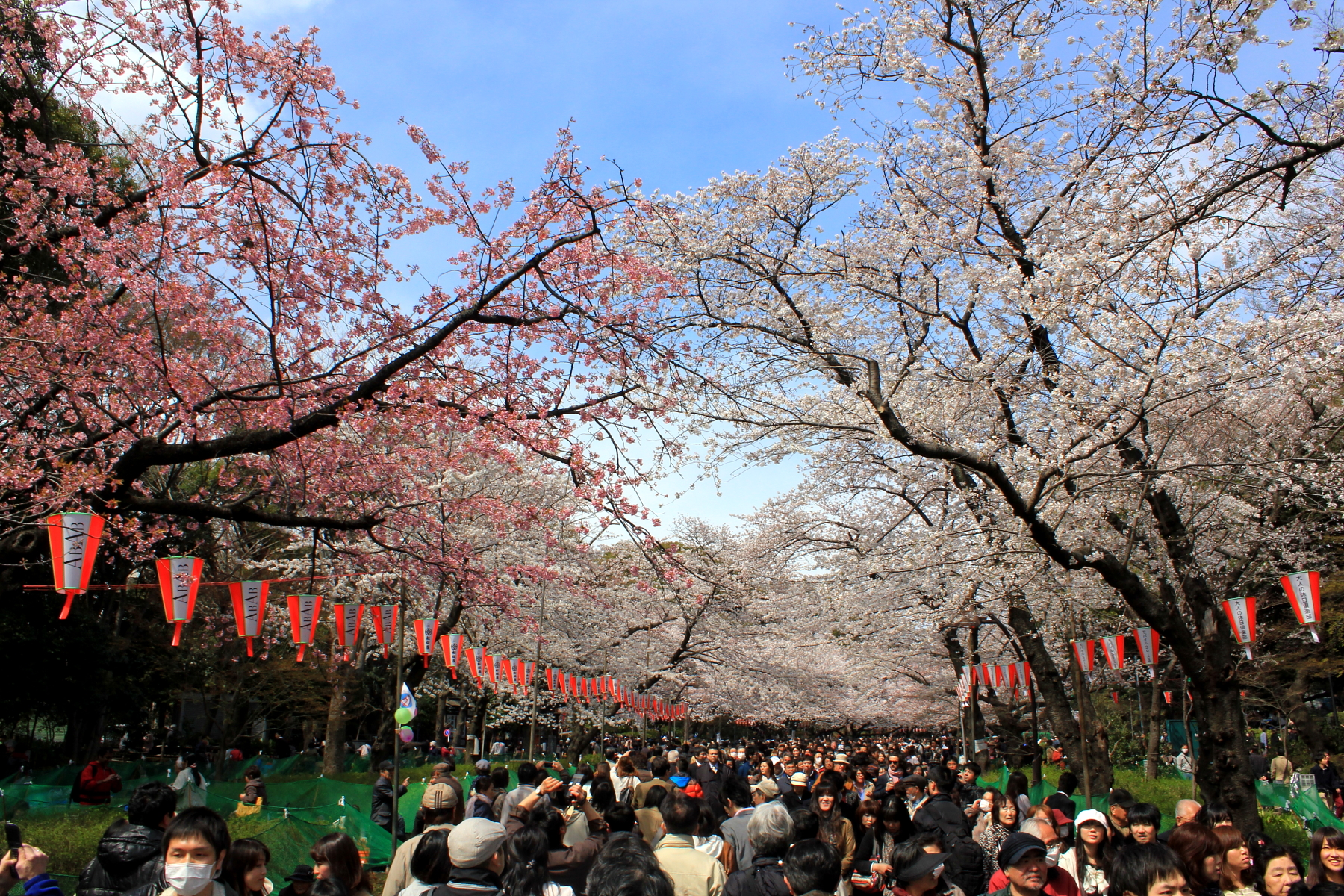
Hanami, ngắm hoa anh đào tại công viên

Công viên có khoảng 8.800 cây, bao gồm bạch quả, long não, Zelkova serrata, anh đào hoa chuông, anh đào Yoshino và anh đào Nhật Bản. Có thêm 24.800 m² cây bụi. Shinobazu Pond là một hồ nước nhỏ với diện tích 16 ha, đầy sen hồng và đầm lầy xung quanh. Nó là địa điểm trú đông quan trọng cho các loài chim. Các loài thường được tìm thấy bao gồm vịt búi lông, vịt đầu vàng, vịt mốc, vịt đầu đỏ, le hôi, diệc lớn, cốc đế. Ngoài ra còn có vịt đầu đen, vịt khoang cổ, vịt trời Mỹ.
Hòn đảo trung tâm có đền thờ Benzaiten, vị nữ thần tài lộc, đền nằm trên đảo Chikubu ở giữa hồ Biwa. Khu vực này từng có đầy những "quán trà điểm hẹn", gần giống với khách sạn tình yêu hiện nay. Sau chiến tranh Thái Bình Dương, hồ được rút cạn và được sử dụng để trồng ngũ cốc và sau đó có kế hoạch biến địa điểm này thành sân vận động bóng chày hoặc bãi đậu xe nhiều tầng. Sen hồng trong hồ đã được phục hồi vào năm 1949, mặc dù người ta lại vô ý để ráo nước vào năm 1968 khi xây dựng đường tàu điện ngầm mới.
Trong công viên có tất cả khoảng tám trăm cây anh đào, nếu tính những cây thuộc đền thờ Ueno Tōshō-gū, các công trình đền thờ, và các điểm lân cận khác, tổng số lên tới một nghìn hai trăm. Lấy cảm hứng từ đây, Matsuo Bashō đã viết "đám mây hoa - là tiếng chuông chùa từ Ueno hoặc Asakusa".

## Cơ sở văn hóa

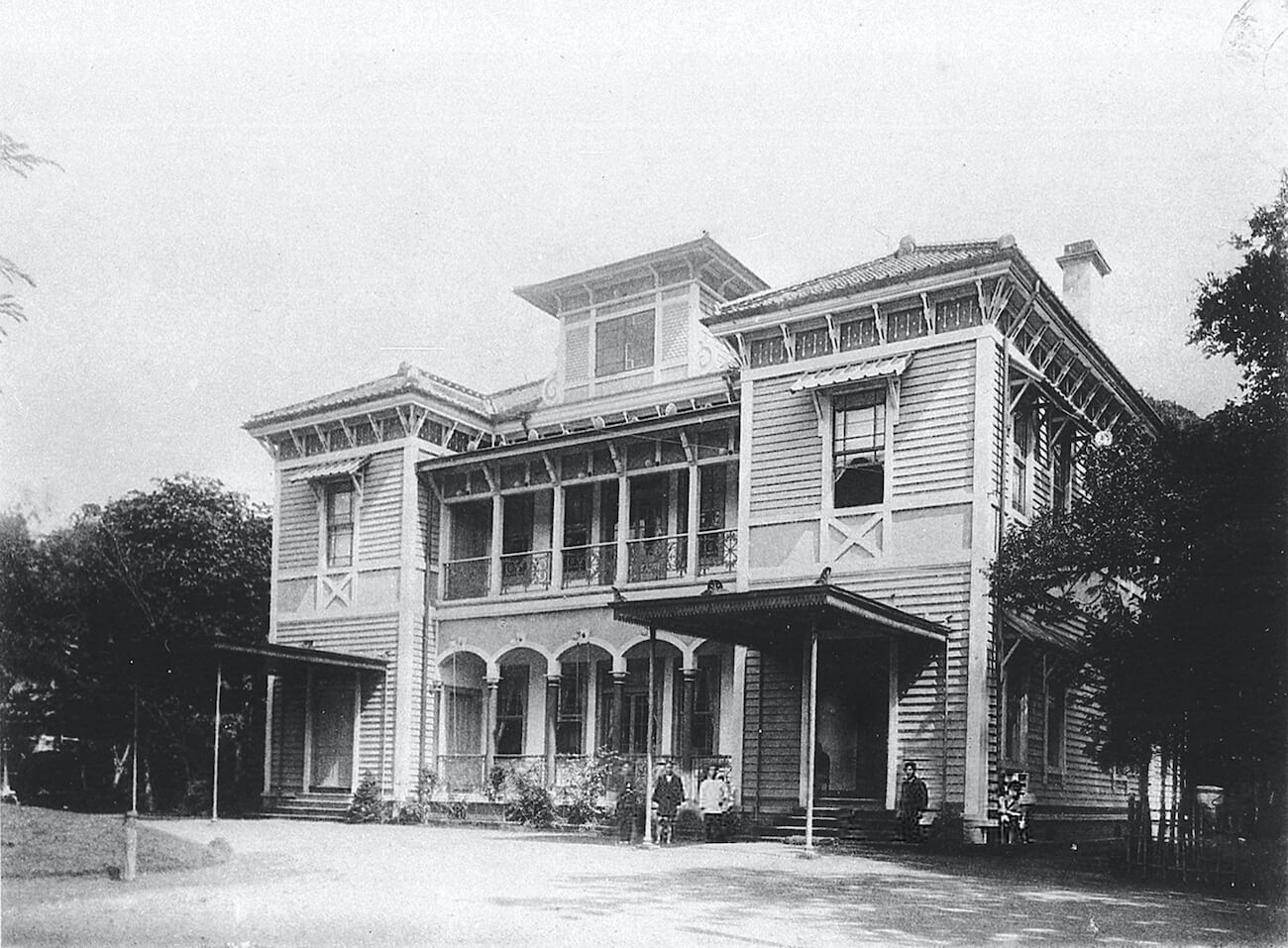
Seiyōken được thành lập vào năm 1872, một trong những nhà hàng kiểu phương Tây đầu tiên tại Nhật Bản; quán cà phê đầu tiên theo sau gần đó vào năm 1888

Công viên Ueno là nơi có một số bảo tàng. Chính những từ trong tiếng Nhật cho bảo tàng cũng như cho nghệ thuật đã được đặt ra trong thời kỳ Minh Trị (từ năm 1868) để nắm bắt các khái niệm phương Tây sau Sứ tiết Iwakura và các chuyến thăm đầu tiên khác đến Bắc Mỹ và Châu Âu. Bảo tàng quốc gia Tokyo được thành lập vào năm 1872 sau triển lãm đầu tiên do Sở Bảo tàng mới của Bộ Giáo dục, Văn hóa, Thể thao, Khoa học và Công nghệ (Nhật Bản). Cùng năm, Bảo tàng Bộ Giáo dục khai trương, nay là Viện bảo tàng Khoa học và Tự nhiên Quốc gia.
Bảo tàng Quốc gia Mỹ thuật phương Tây được thành lập vào năm 1959 dựa trên bộ sưu tập của nhà tư bản công nghiệp (Kawasaki nhóm) Matsukata Kōjirō; bộ sưu tập đã được lưu giữ tại Pháp bởi Matsukata và nó đã được chính phủ Pháp trả lại vào năm 1959 sau Hiệp ước San Francisco. Việc xây dựng thực hiện bởi Le Corbusier, người đã sử dụng ý niệm của ông về Bảo tàng Tăng trưởng Không giới hạn, dựa trên một vòng xoắn ốc mở rộng. Nó đã được đề cử để ghi vào Danh sách Di sản Thế giới của UNESCO.
Các bảo tàng khác bao gồm Bảo tàng nghệ thuật đô thị Tokyo, có từ năm 1926 và Bảo tàng Shitamachi xây năm 1980, dành riêng cho văn hóa của "Thành phố thấp". Công viên cũng được chọn làm nhà cho Học viện Nhật Bản (1879), Đại học nghệ thuật Tokyo (1889) và Trường Âm nhạc Tokyo (1890). Phòng hòa nhạc theo phong cách phương Tây đầu tiên ở nước này, Phòng hòa nhạc Sōgakudō năm 1890 (ICP) đã được tặng cho phường vào năm 1983 và được xây dựng lại trên một địa điểm khác trong công viên, nơi nó được sử dụng cho các buổi hòa nhạc. Tokyo Bunka Kaikan mở cửa vào năm 1961 như là một địa điểm cho opera và ba lê, để kỷ niệm năm trăm năm thành lập của thành phố Edo. Thư viện hoàng gia Nhật Bản được thành lập như là thư viện quốc gia vào năm 1872 và mở cửa vào Công viên Ueno vào năm 1906; Thư viện Quốc hội Nhật Bản mở cửa ở Chiyoda năm 1948 và xây dựng tòa nhà mới cho Thư viện Quốc tế Văn học thiếu nhi.

## Địa điểm đáng chú ý khác
Tokugawa Ieyasu được thờ tại Tōshō-gū, có niên đại từ năm 1651.

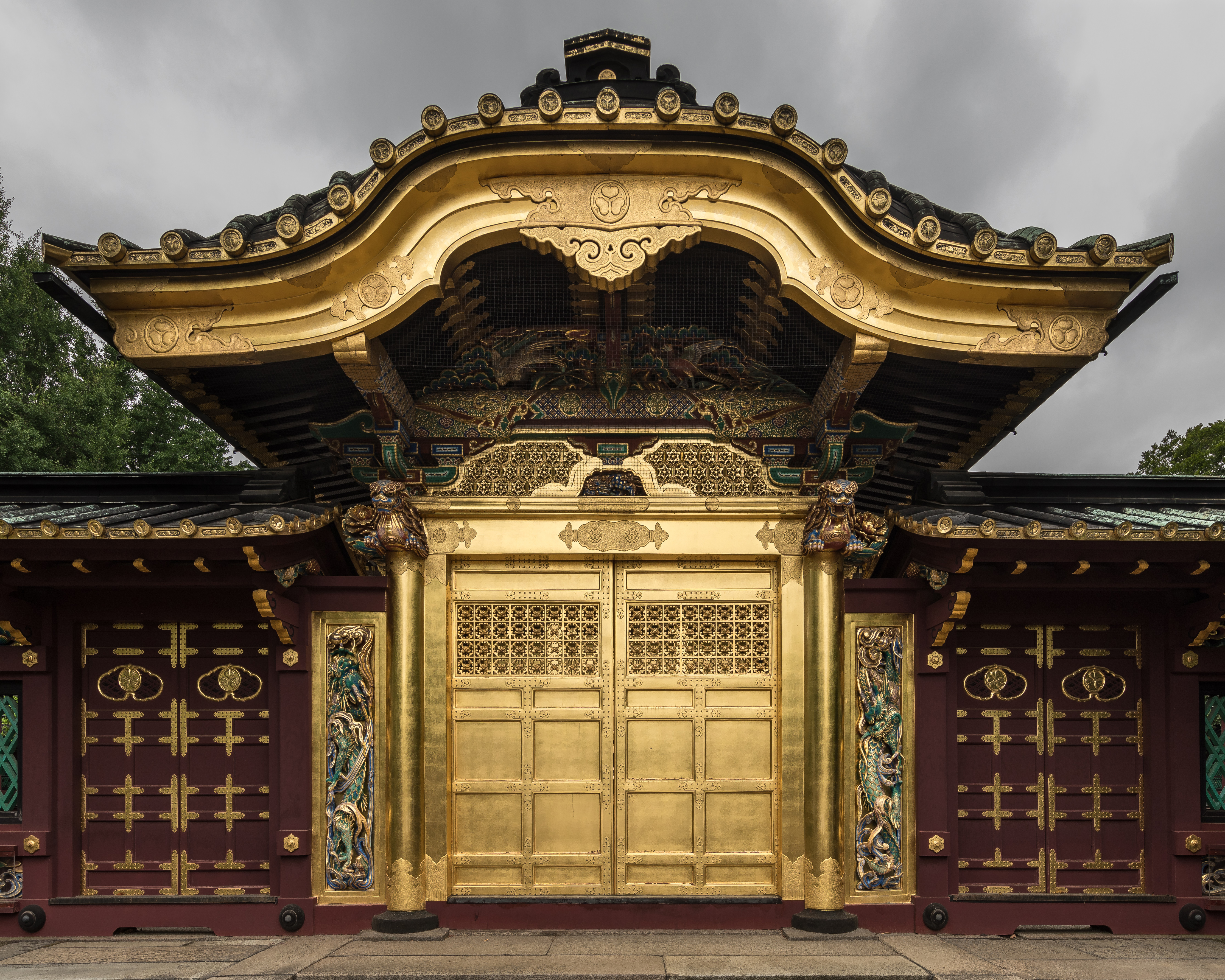
Cổng vào đền Ueno Tōshō-gū

Đài tưởng niệm ngọn lửa của Hiroshima và Nagasaki: Bên phải con hẻm dẫn về phía bắc đến đền thờ Tokugawa Ieyasu Tōshō-gū là một đài tưởng niệm bằng đá màu xám với ngọn lửa cháy vĩnh viễn để tưởng nhớ vụ đánh bom nguyên tử ở Hiroshima và Nagasaki tháng 8 năm 1945 vào cuối tháng 8 năm 1945 trong Chiến tranh thế giới thứ hai. Đài tưởng niệm 'Ngọn lửa của Hiroshima và Nagasaki' đã được khởi xướng tại Hiroshima ngay sau vụ đánh bom hạt nhân bởi ông Tatsuo Yamamoto (1916 - 2004), từ thị trấn Hoshino. Ngọn lửa này sau đó đã được hợp nhất với một ngọn lửa bắt đầu cháy ở Nagasaki. Vào năm 1968, các thành viên của ' Hiệp hội nhân dân Shitamachi' ở Tokyo đã đưa ra ý tưởng thắp sáng ngọn lửa tại khu vực của Tosho-gu trong công viên Ueno của Tokyo. Vào tháng 4 năm 1989, một 'Hiệp hội về Ngọn lửa ở Hiroshima và Nagasaki Lit tại Ueno Toshogu' đã được thành lập và hàng chục ngàn người tham gia gây quỹ trong hơn một năm. Việc xây dựng tượng đài được hoàn thành vào ngày 21 tháng 7 năm 1990. Sự cống hiến được khắc vào đá tưởng niệm rằng, "Chúng tôi, cam kết tiếp tục đốt ngọn lửa bom A, với niềm tin rằng tượng đài này sẽ góp phần củng cố phong trào nhân dân trên toàn thế giới để xóa bỏ vũ khí hạt nhân và đạt được hòa bình, đó là nhiệm vụ cấp bách nhất đối với người dân ở bên kia biên giới".
Gojōten Jinja dành riêng cho học giả Sugawara no Michizane, trong khi đền cạnh bên Hanazono có những bức tượng cáo Inari màu đỏ đặt trong một hang xây dựng. Có một ụ chôn cất thời kỳ Yayoi trên một ngọn đồi nhỏ gần trung tâm của công viên. Trong một thập kỷ cho đến năm 1894, có cuộc đua ngựa gần hồ Shinobazu. Ngày nay có một sân bóng chày, được đặt tên vinh danh nhà thơ Masaoka Shiki, là người hâm mộ môn thể thao này. Cũng như bảo tàng nghệ thuật đầu tiên ở Nhật Bản, công viên có vườn thú đầu tiên, xe điện đầu tiên, tổ chức Ngày Quốc tế Lao động đầu tiên (năm 1920), và tổ chức một số cuộc triển lãm công nghiệp. Nhà ga Ueno mở gần đó vào năm 1883. Sau Đại thảm họa động đất Kantō 1923, các thông báo về những người mất tích đã được gắn vào bức tượng Saigō Takamori. Công viên Ueno và mọi thứ xung quanh nó được ghi chép nổi bật trong các tiểu thuyết Nhật Bản, bao gồm The Wild Geese của Mori Ōgai.

### Người vô gia cư
Nhiều người vô gia cư chiếm dụng công viên Ueno. Giữa các hàng cây thuộc khu vực rừng cây của công viên, các trại vô gia cư có quy mô gần như những ngôi làng nhỏ, với các công trình bên trong, văn hóa và hệ thống hỗ trợ. Các nhà tạm trú dài hạn thường được xây dựng bằng vách cứng được phủ bằng vải bạt màu xanh. Cảnh sát thỉnh thoảng phá nát các trại và lùa họ ra ngoài hoặc bắt giữ những người vô gia cư, họ quay lại ngay khi có thể. Mặc dù chiếm dụng là bất hợp pháp ở Nhật Bản, tình trạng vô gia cư được coi là một vấn đề đặc hữu ở Tokyo và các thành phố khác, và sự hiện diện của những người này được chấp nhận là không thể tránh khỏi.

## Cơ sở văn hóa, di tích và các điểm tham quan

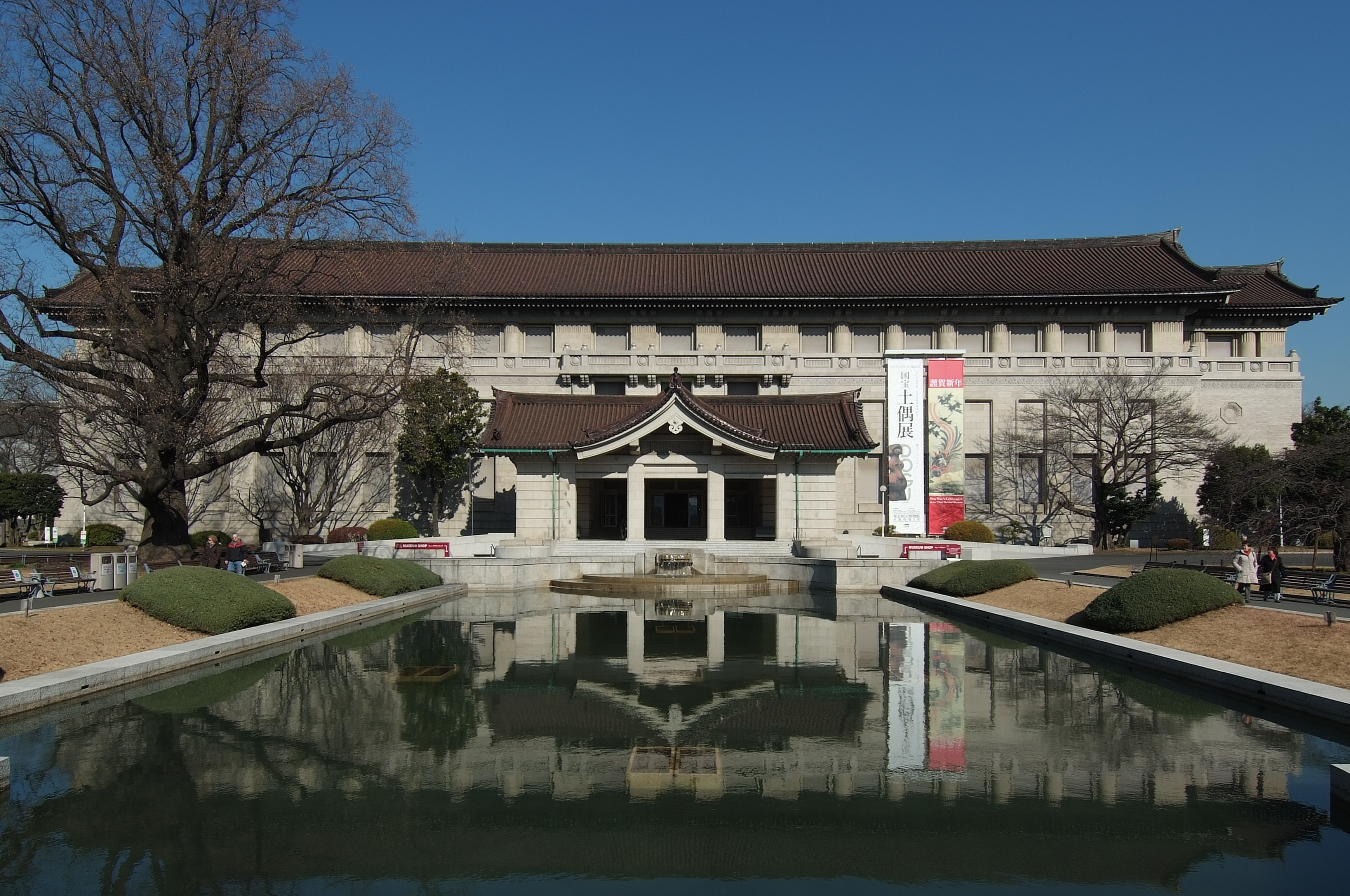
Bảo tàng quốc gia Tokyo
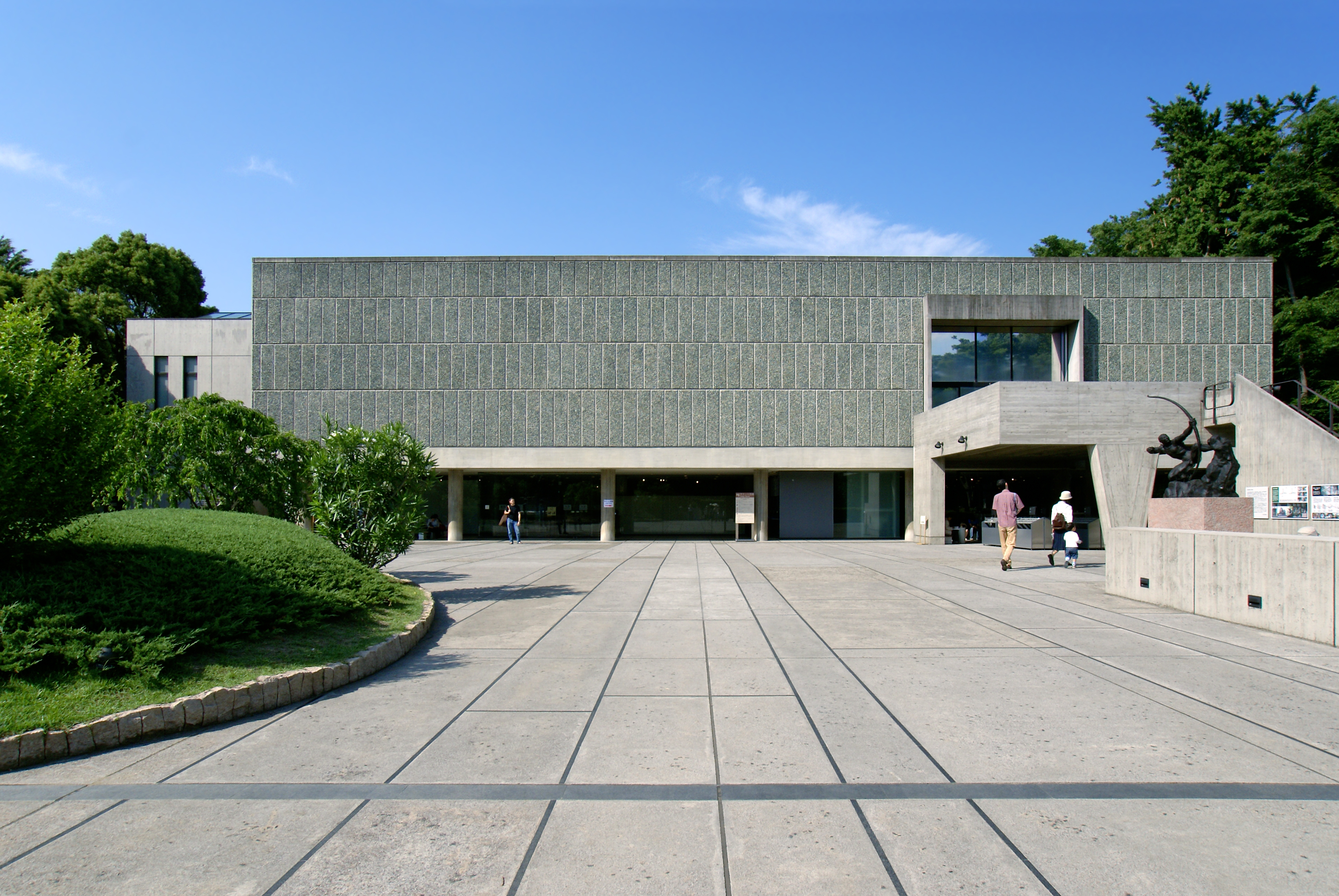
Bảo tàng Quốc gia Mỹ thuật phương Tây
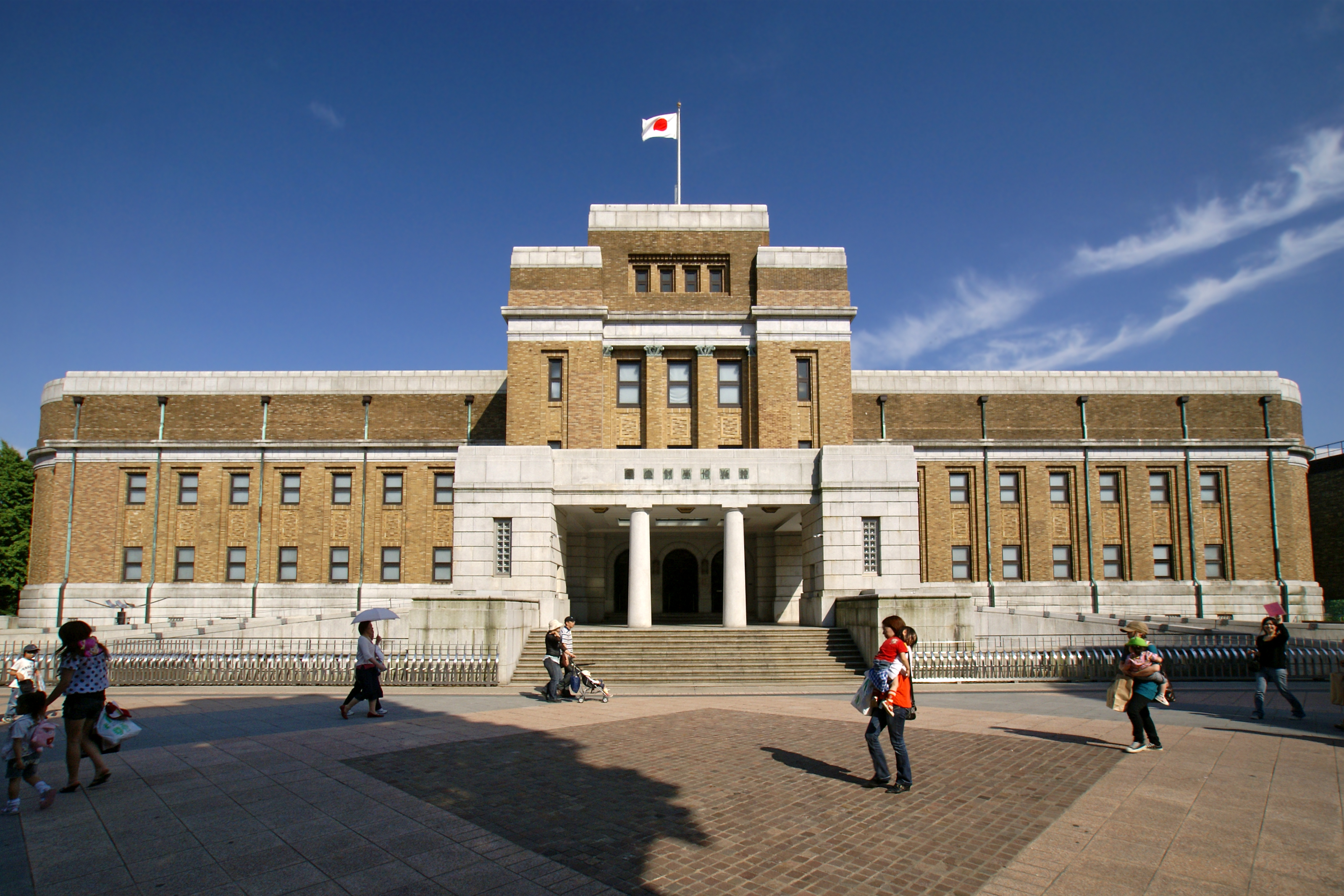
Viện bảo tàng Khoa học và Tự nhiên Quốc gia
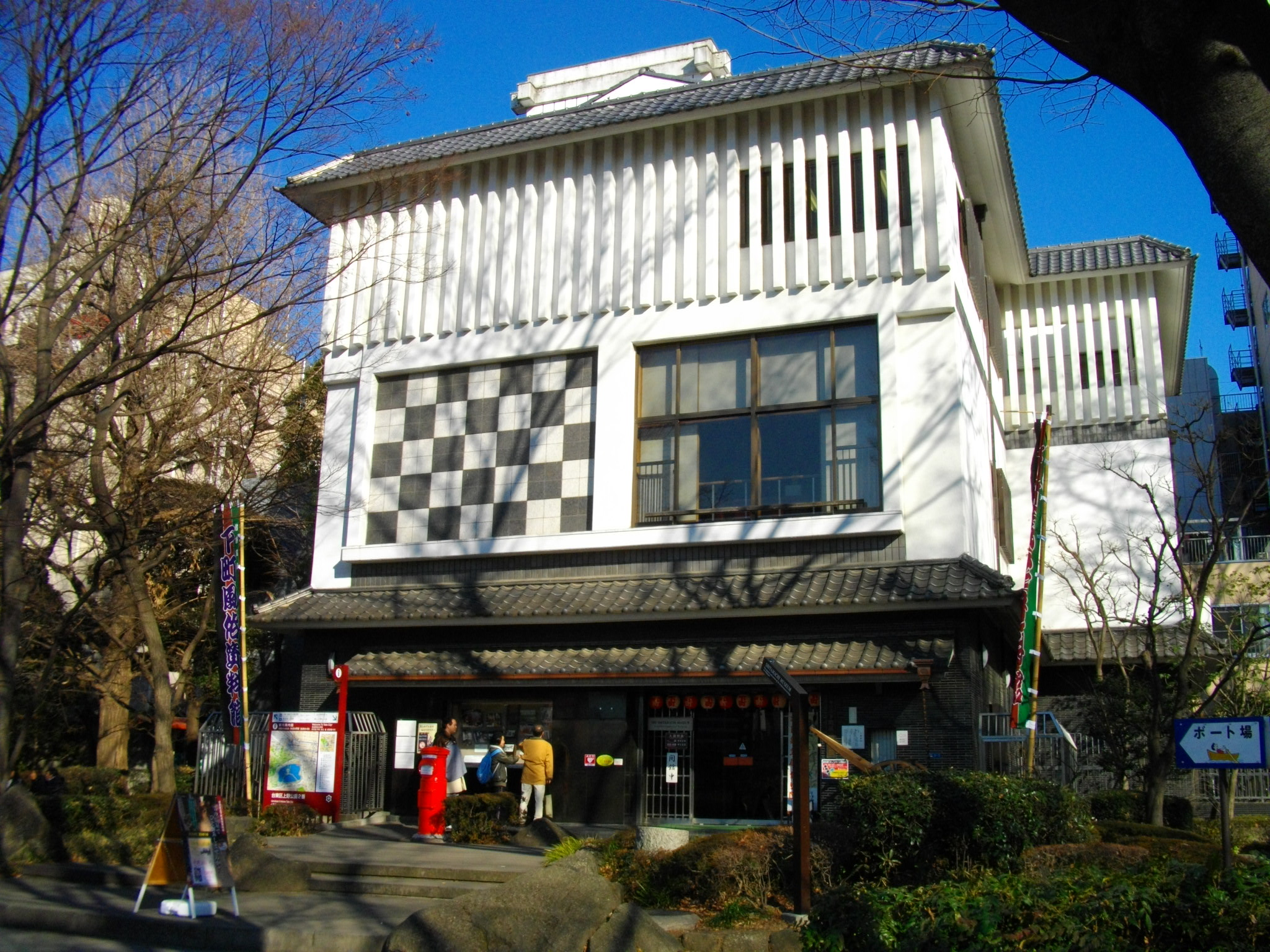
Bảo tàng Shitamachi
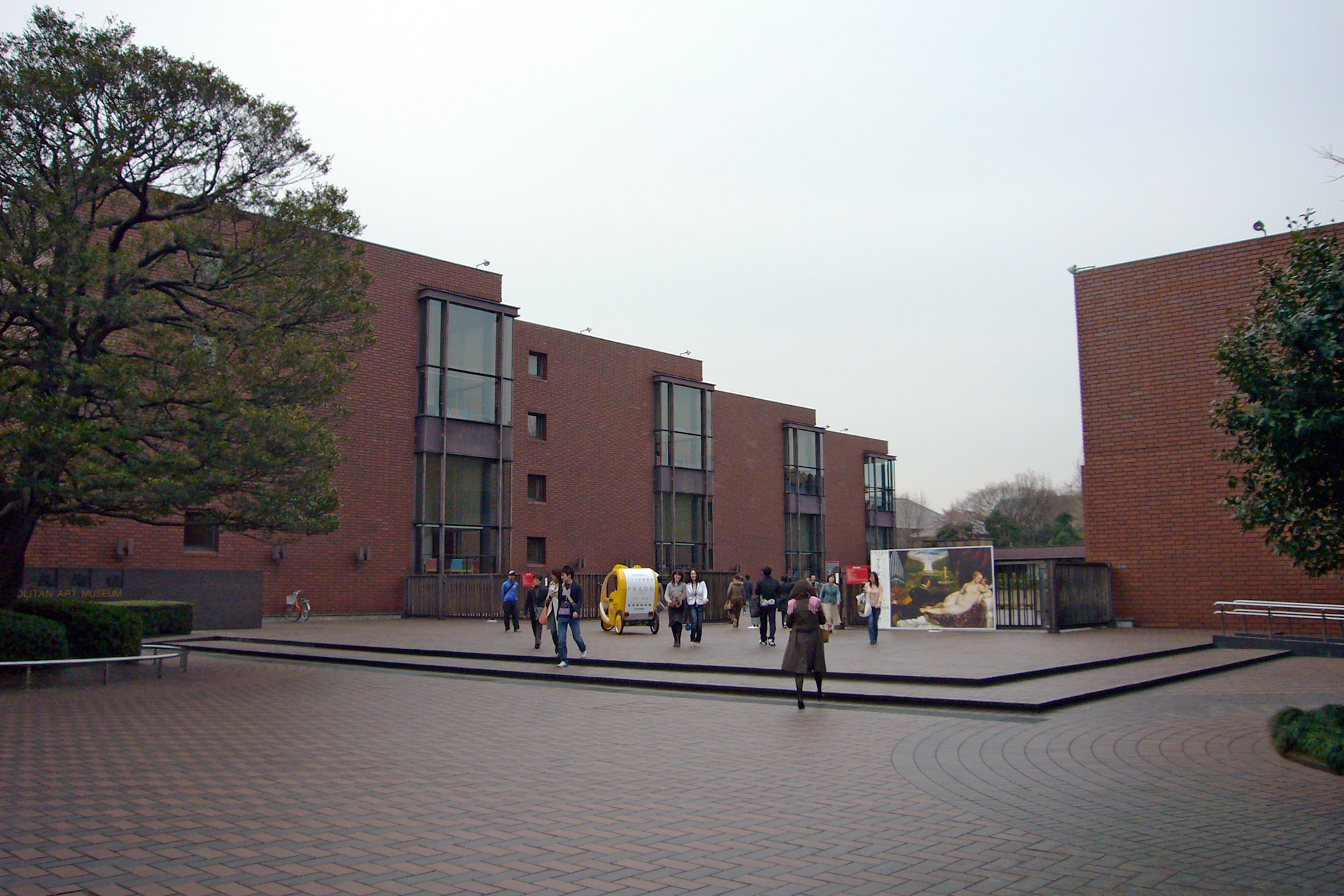
Bảo tàng nghệ thuật đô thị Tokyo
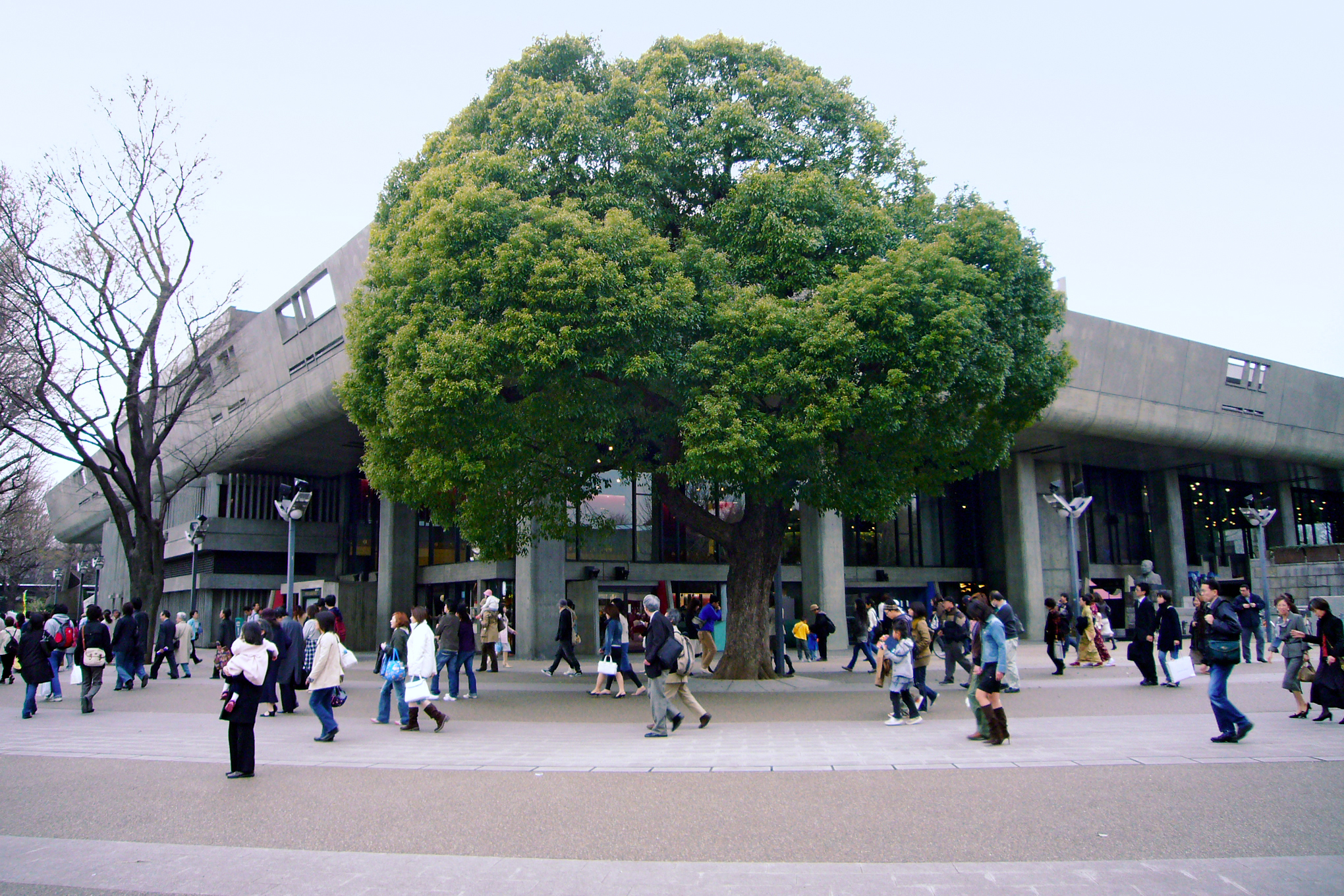
Tokyo Bunka Kaikan
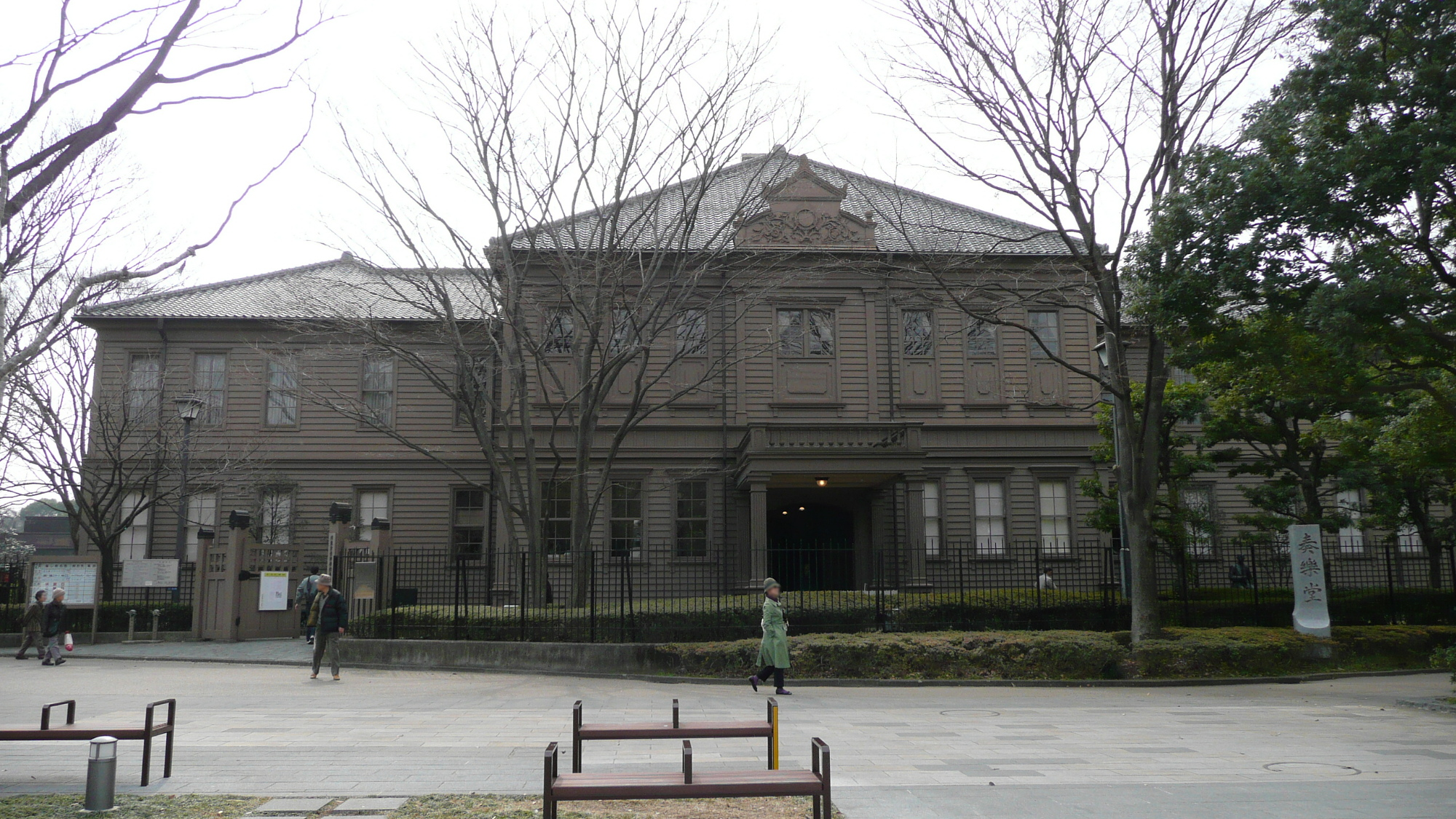
Phòng hòa nhạc Sōgakudou
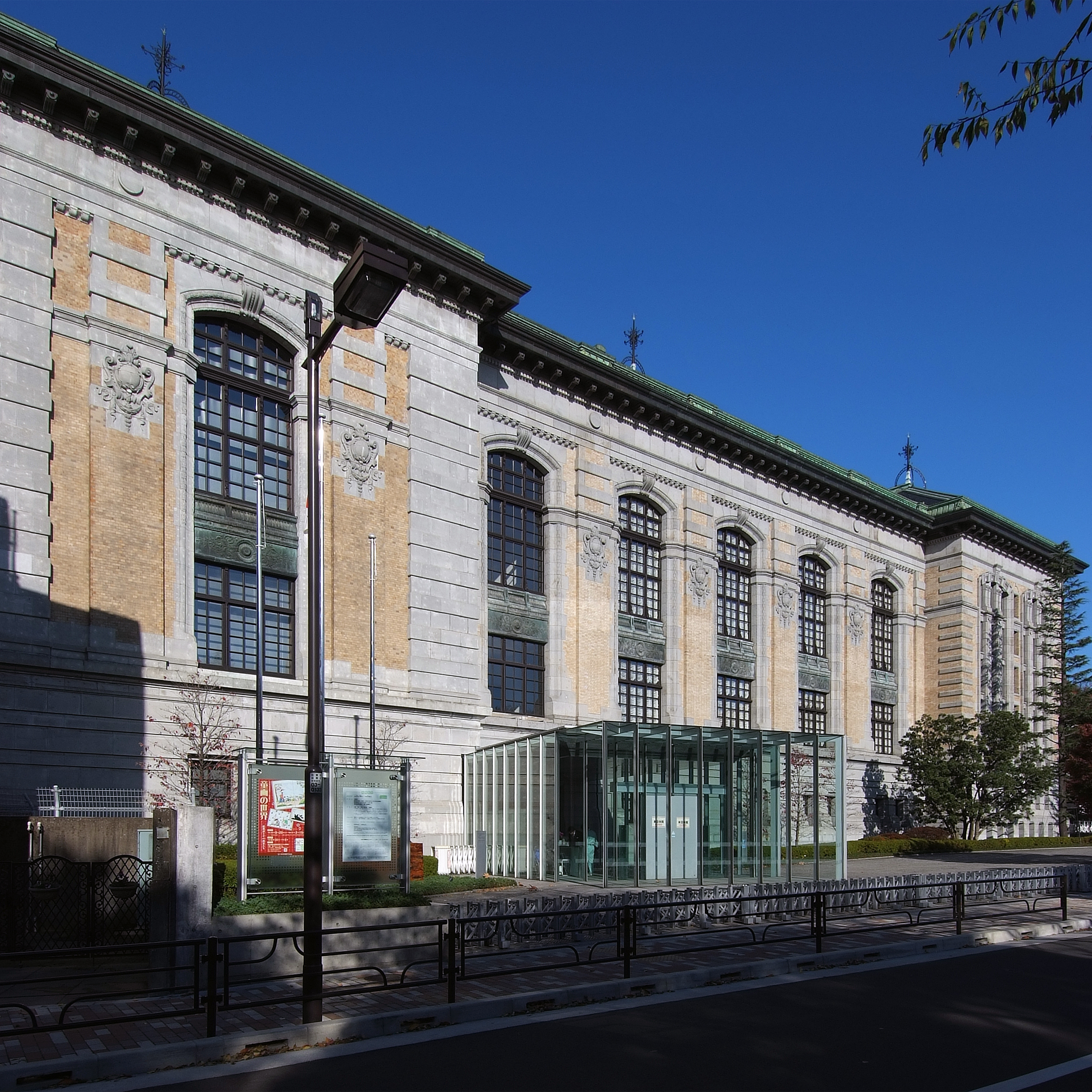
Thư viện quốc tế thiếu nhi
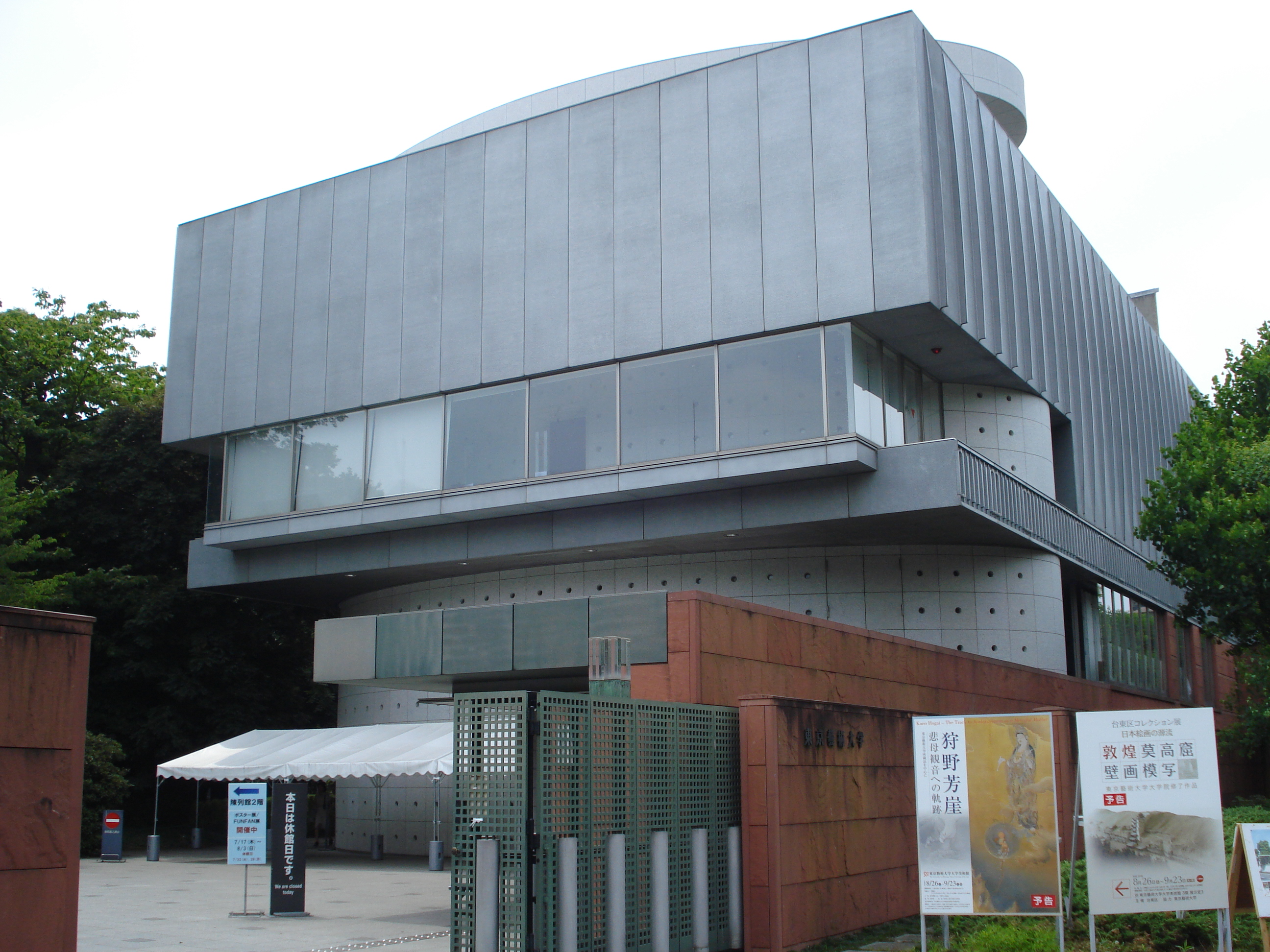
Bảo tàng nghệ thuật đại học, Đại học nghệ thuật Tokyo
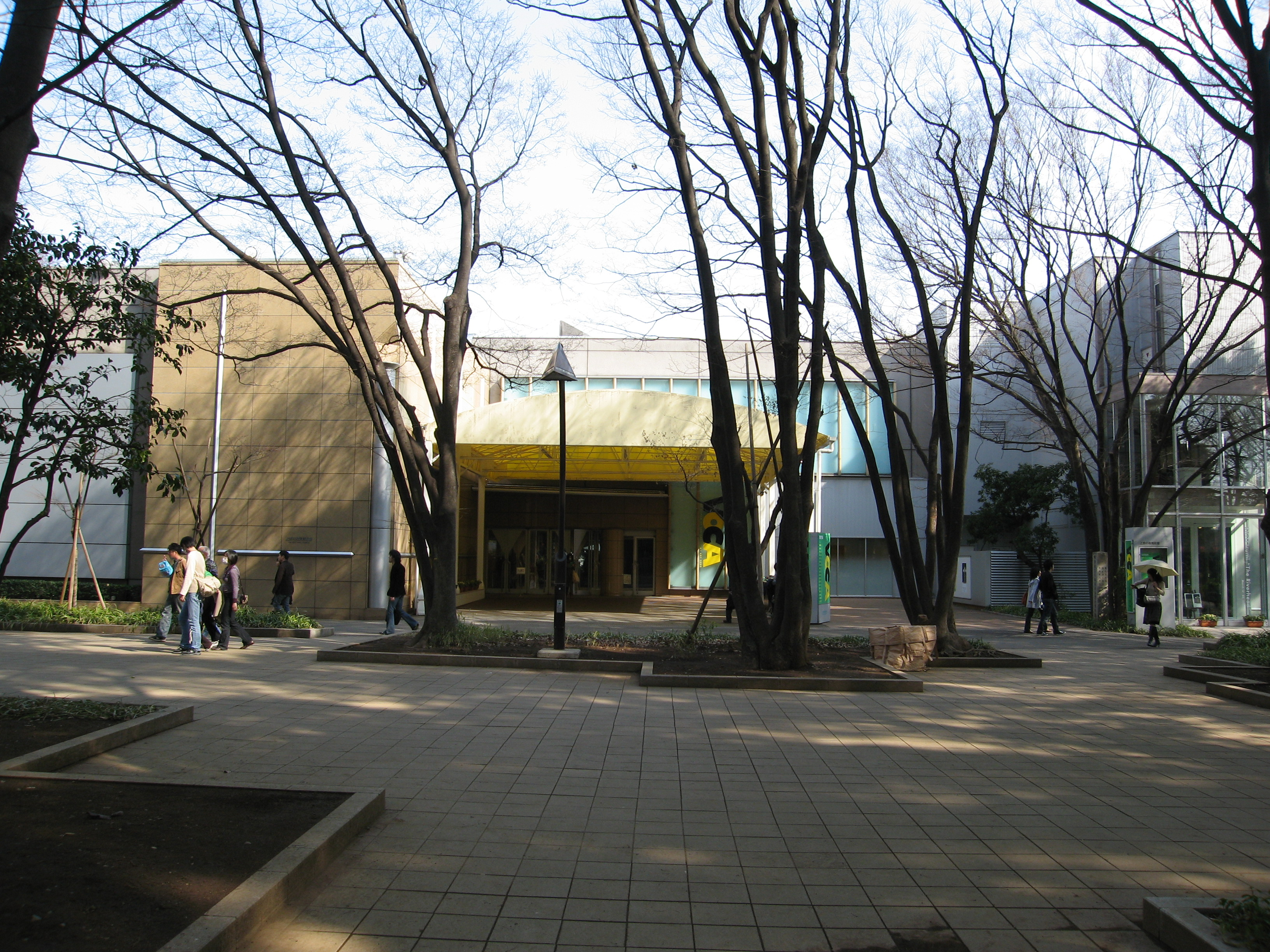
Bảo tàng Hoàng gia Ueno
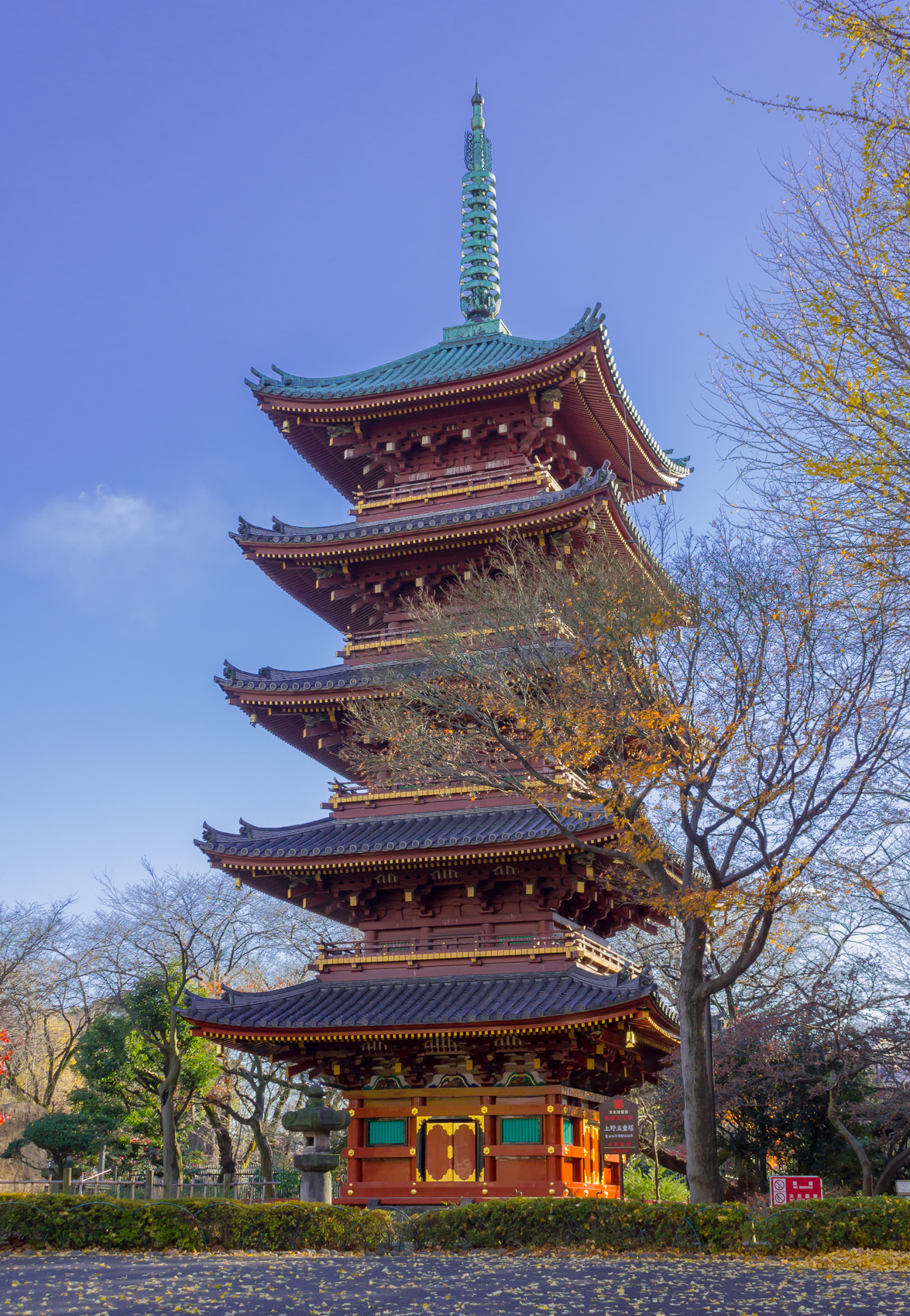
Chùa Kan'ei-ji
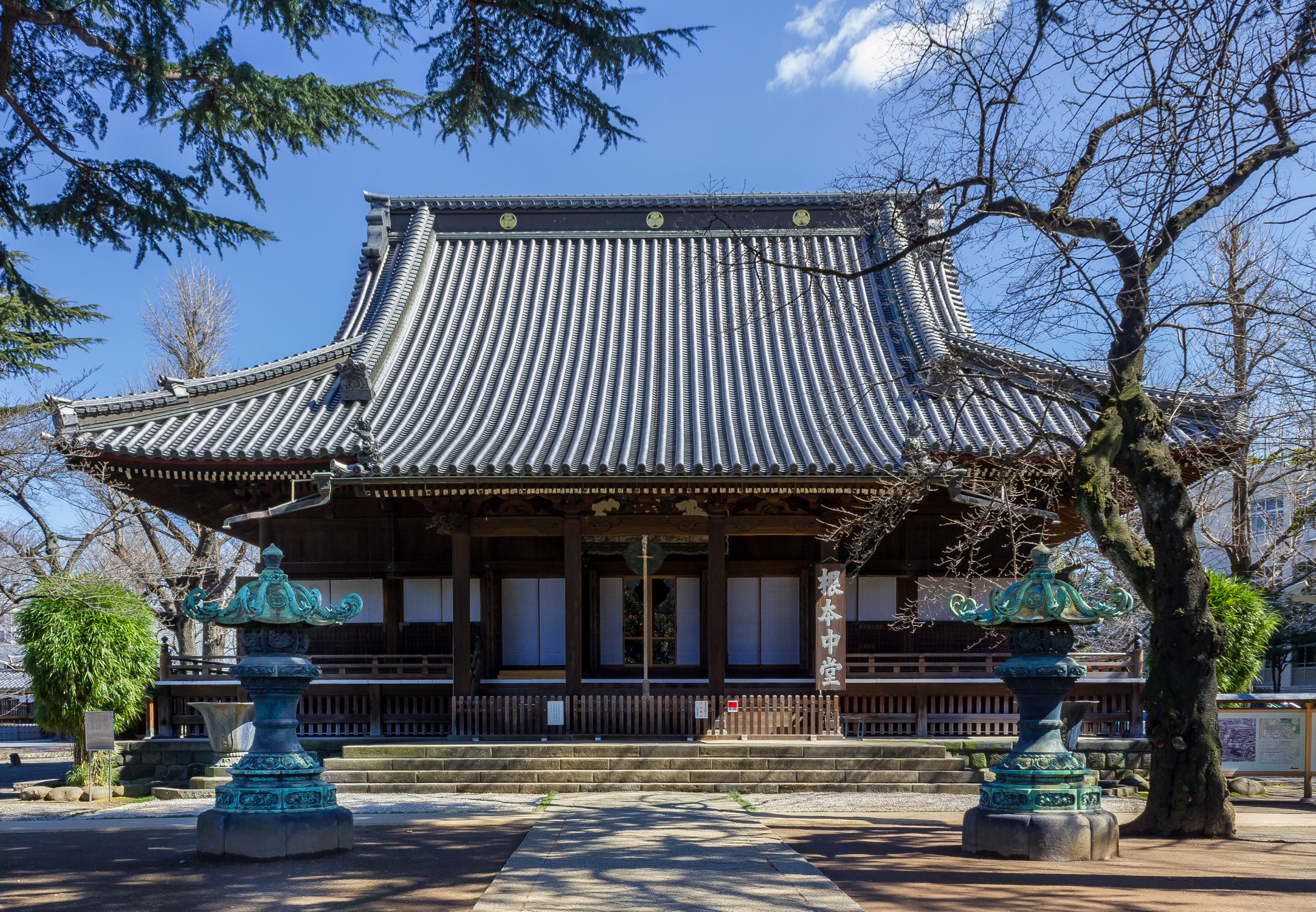
Kan'ei-ji Hondō
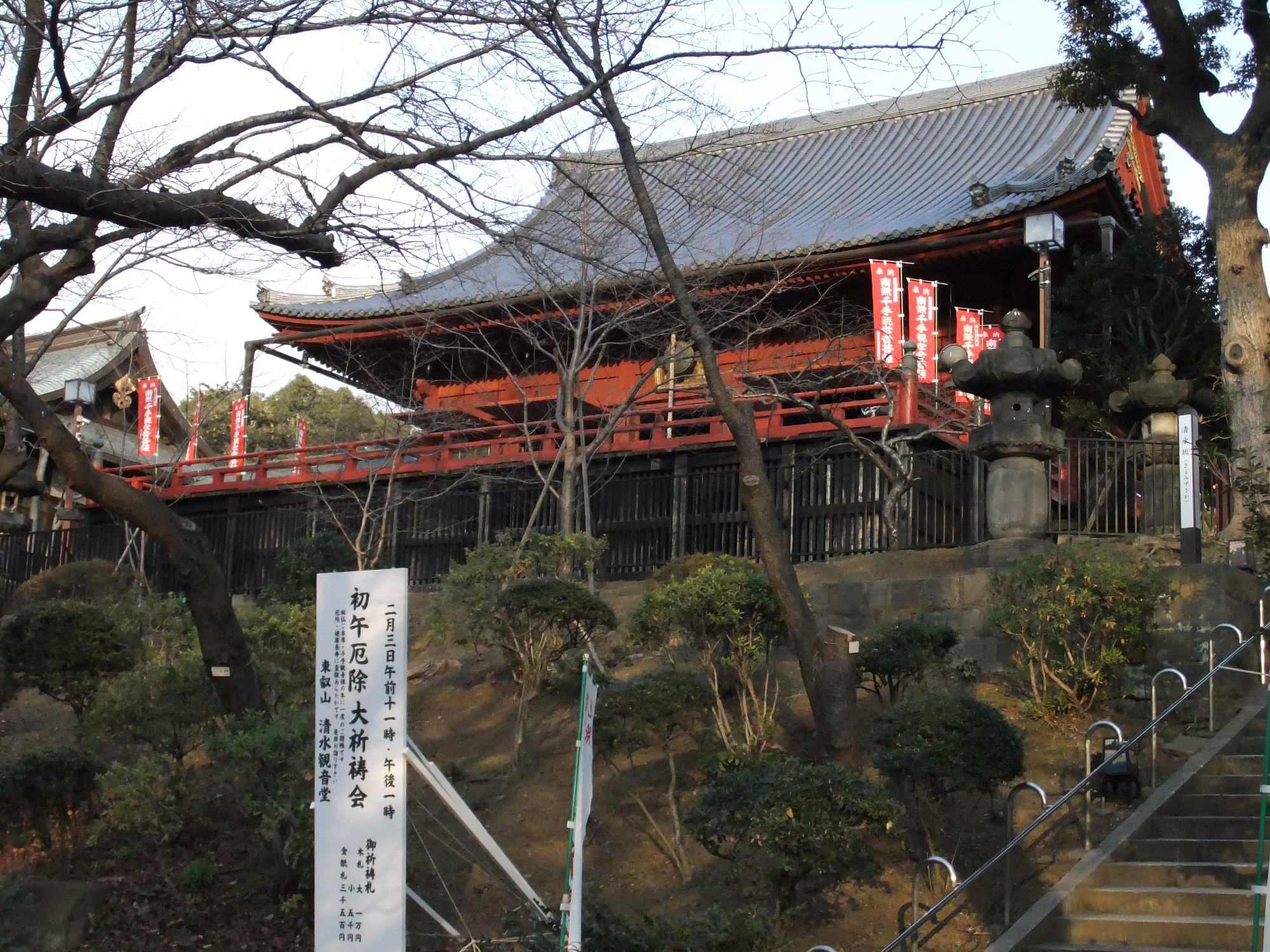
Kiyomizu Kannondō
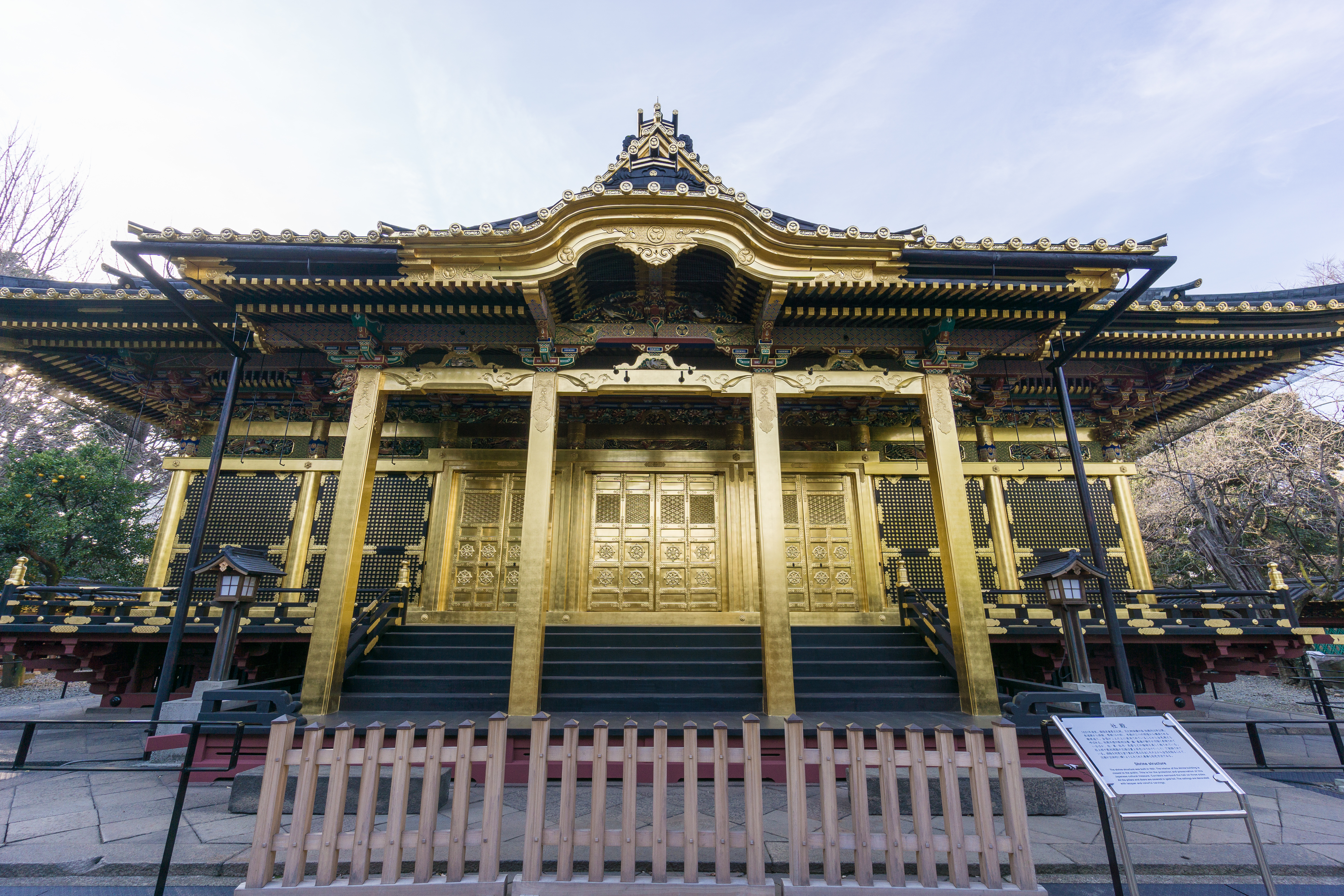
Ueno Tōshō-gū
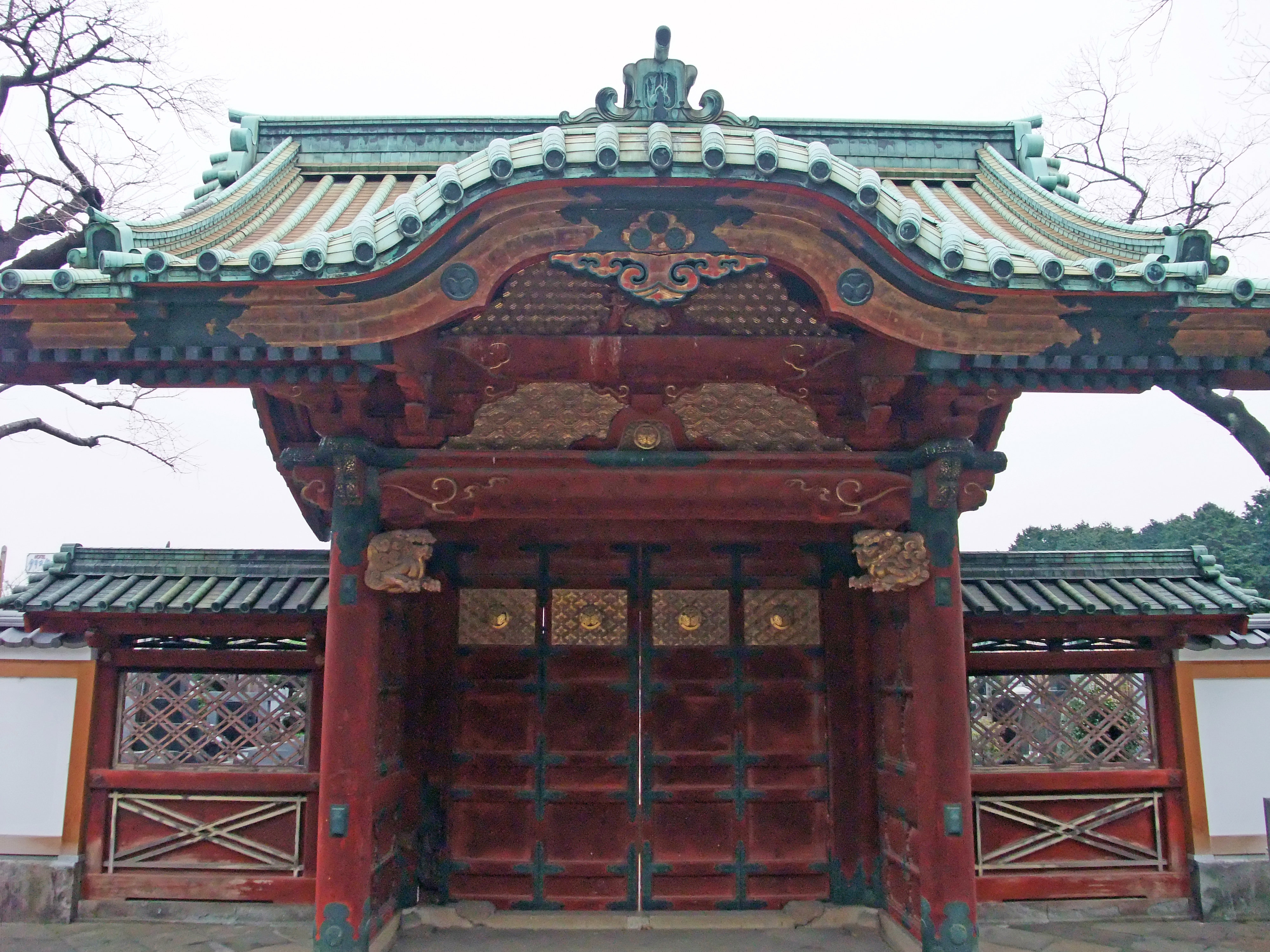
Lăng Tokugawa
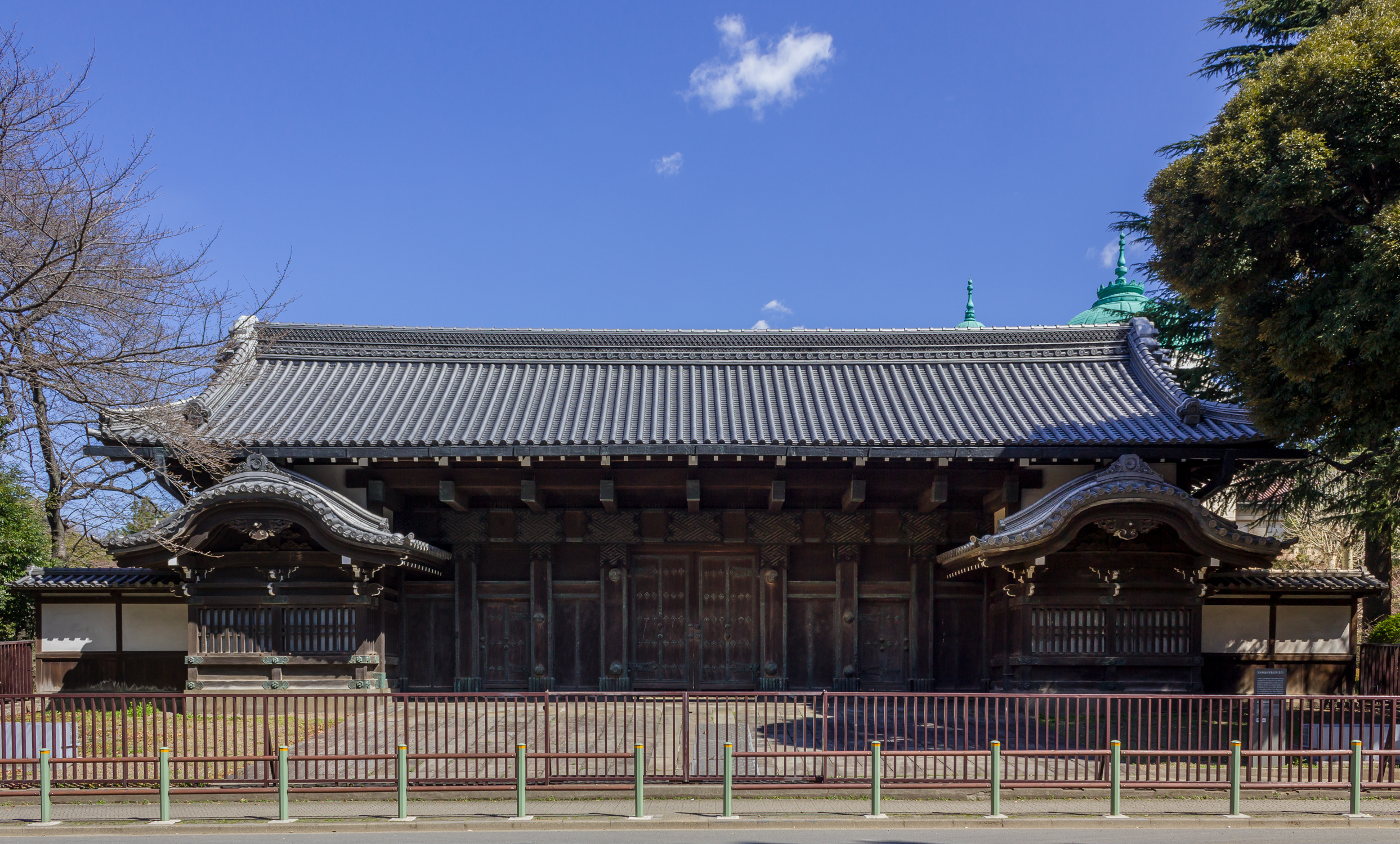
Kuromon
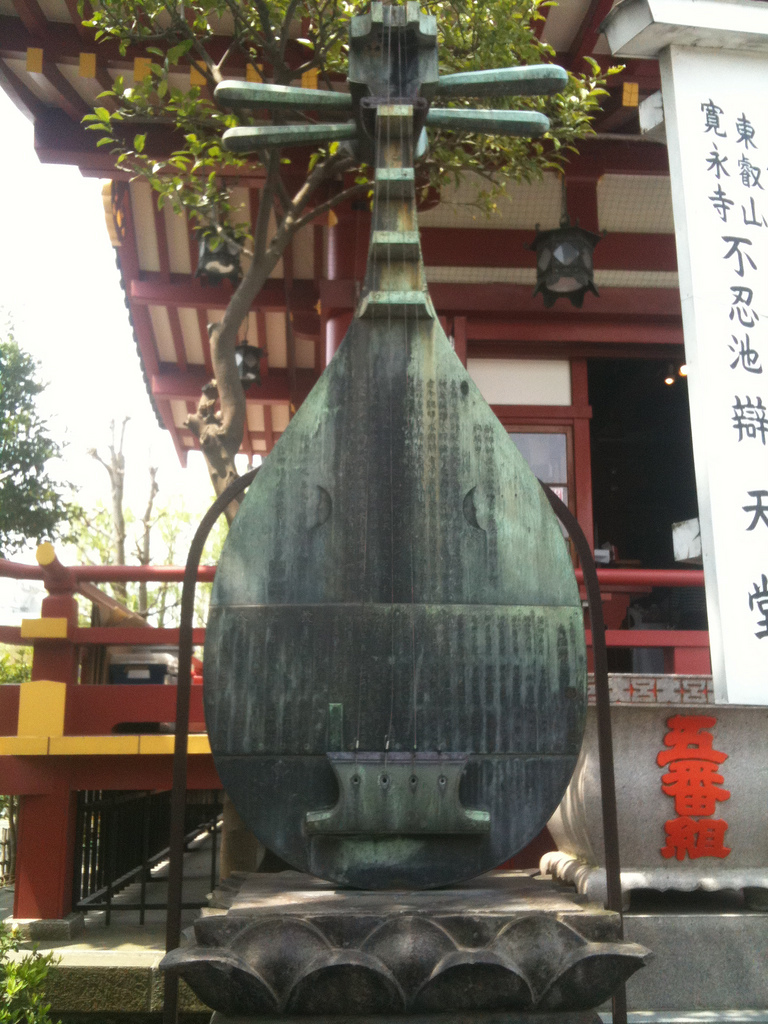
Bentendō
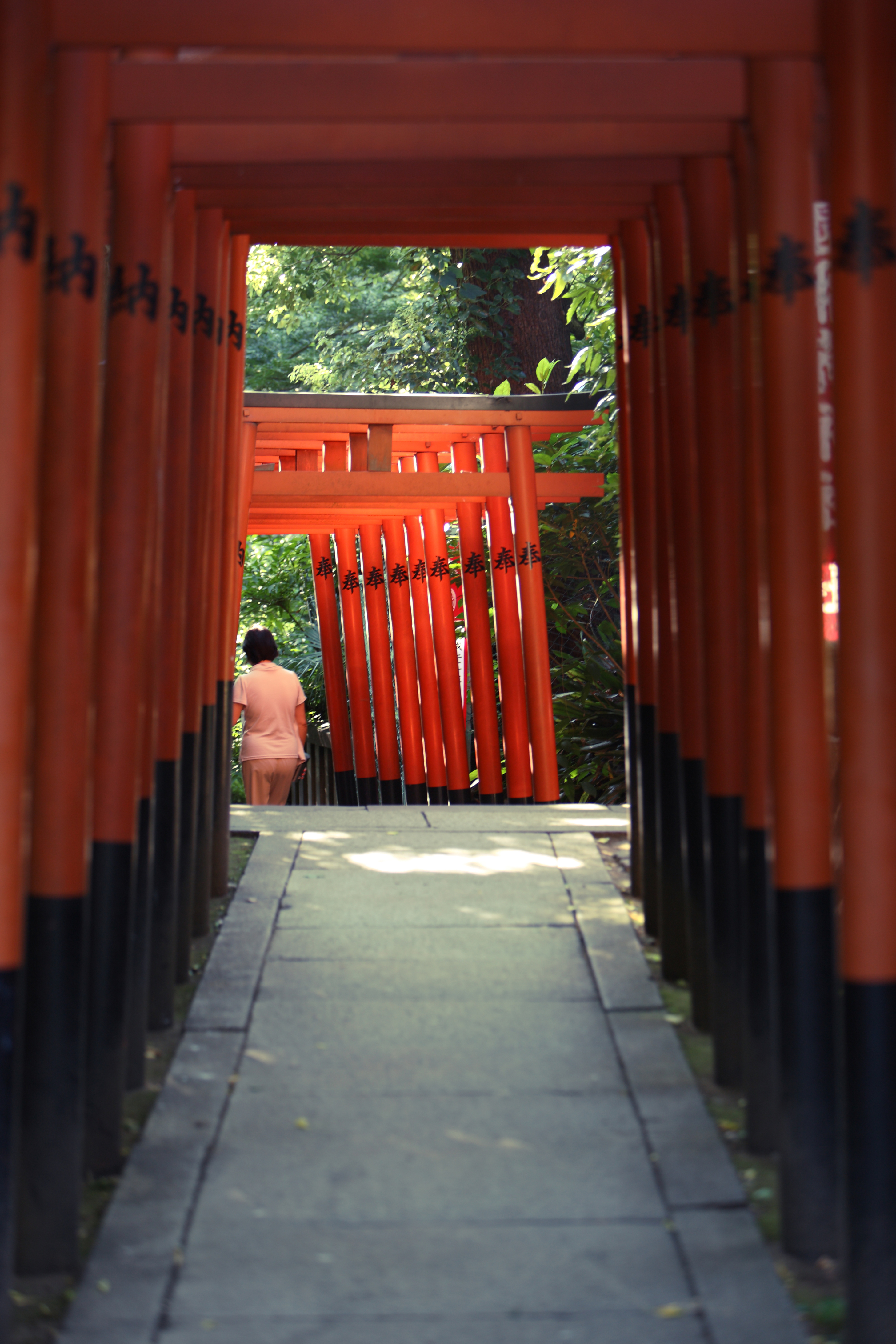
Gojōten Jinja (Hanazono Inari Jinja)
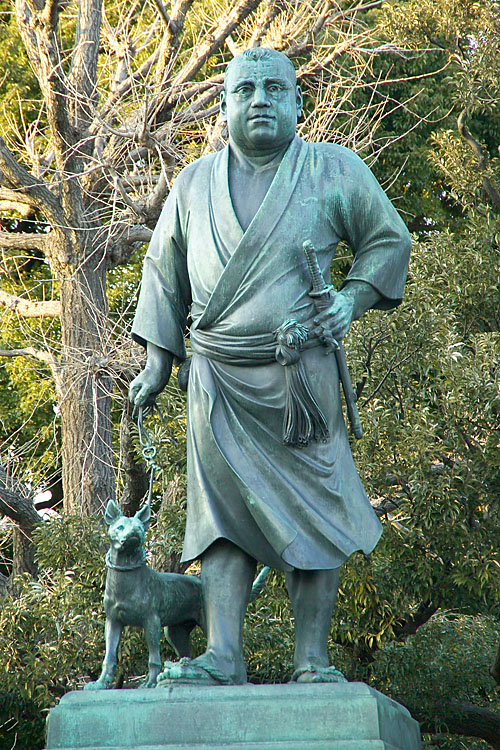
Tượng Saigō Takamori dắt chó đi dạo
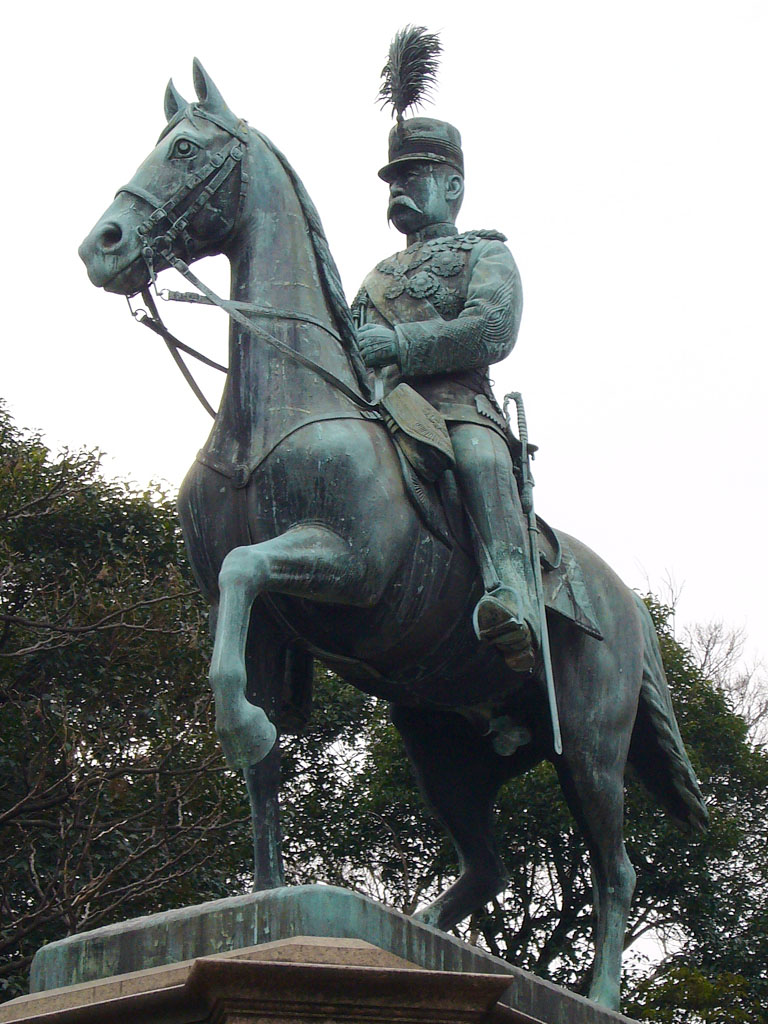
Bức tượng cưỡi ngựa của Hoàng tử Komatsu Akihito
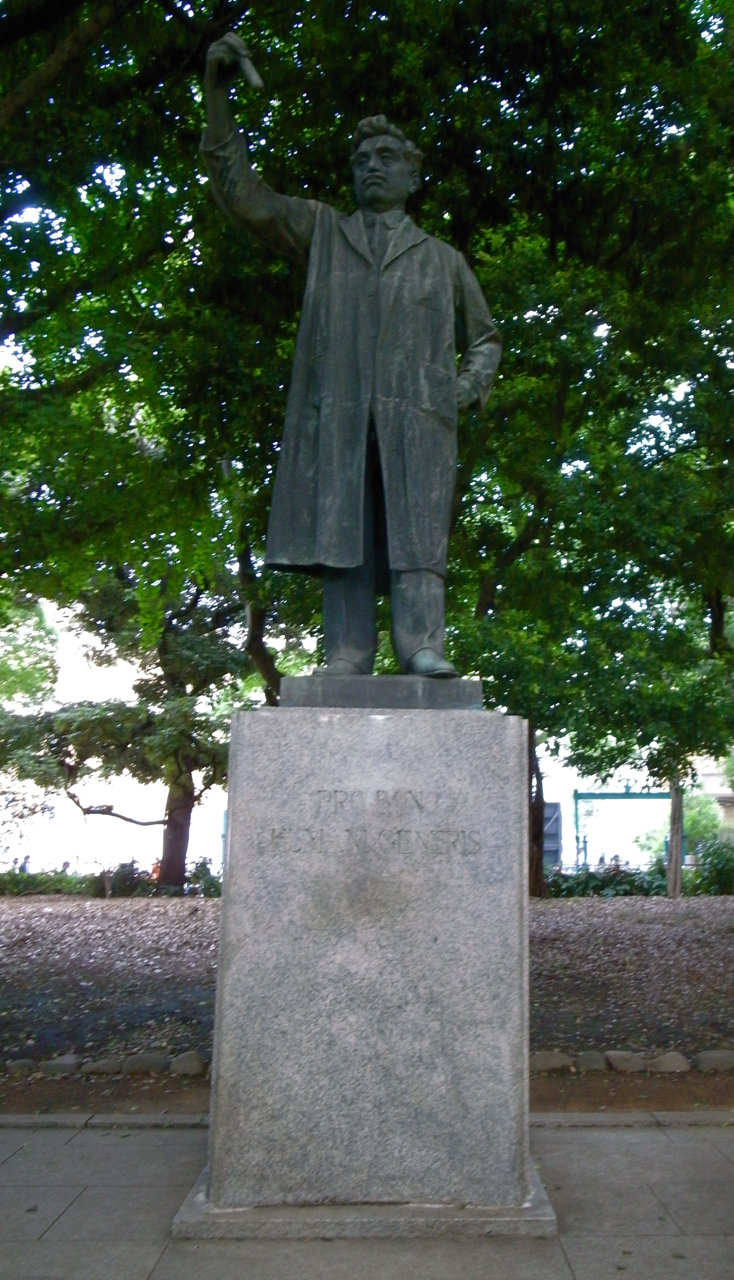
Tượng Hideyo Noguchi
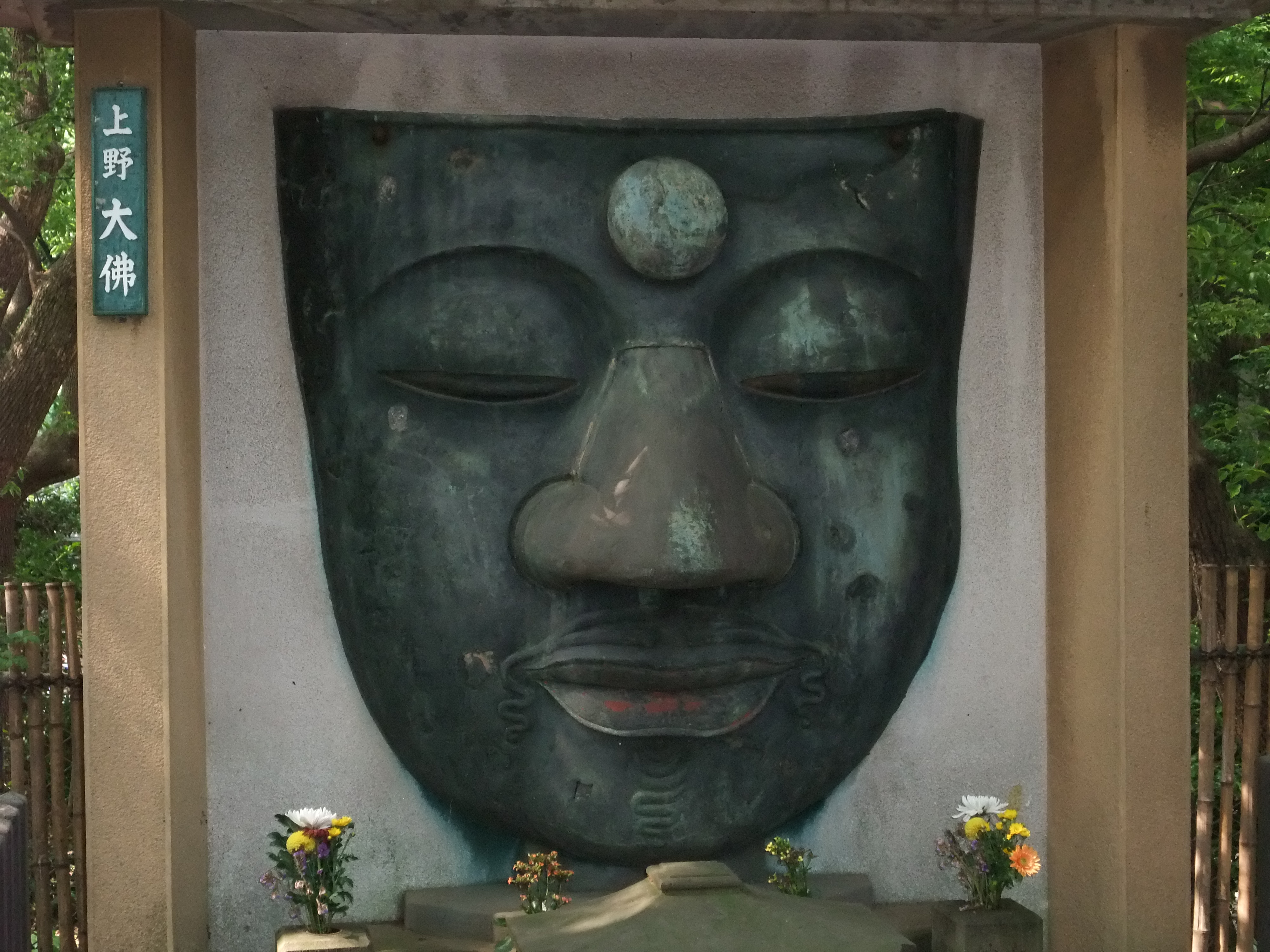
Tàn tích Ueno Daibutsu
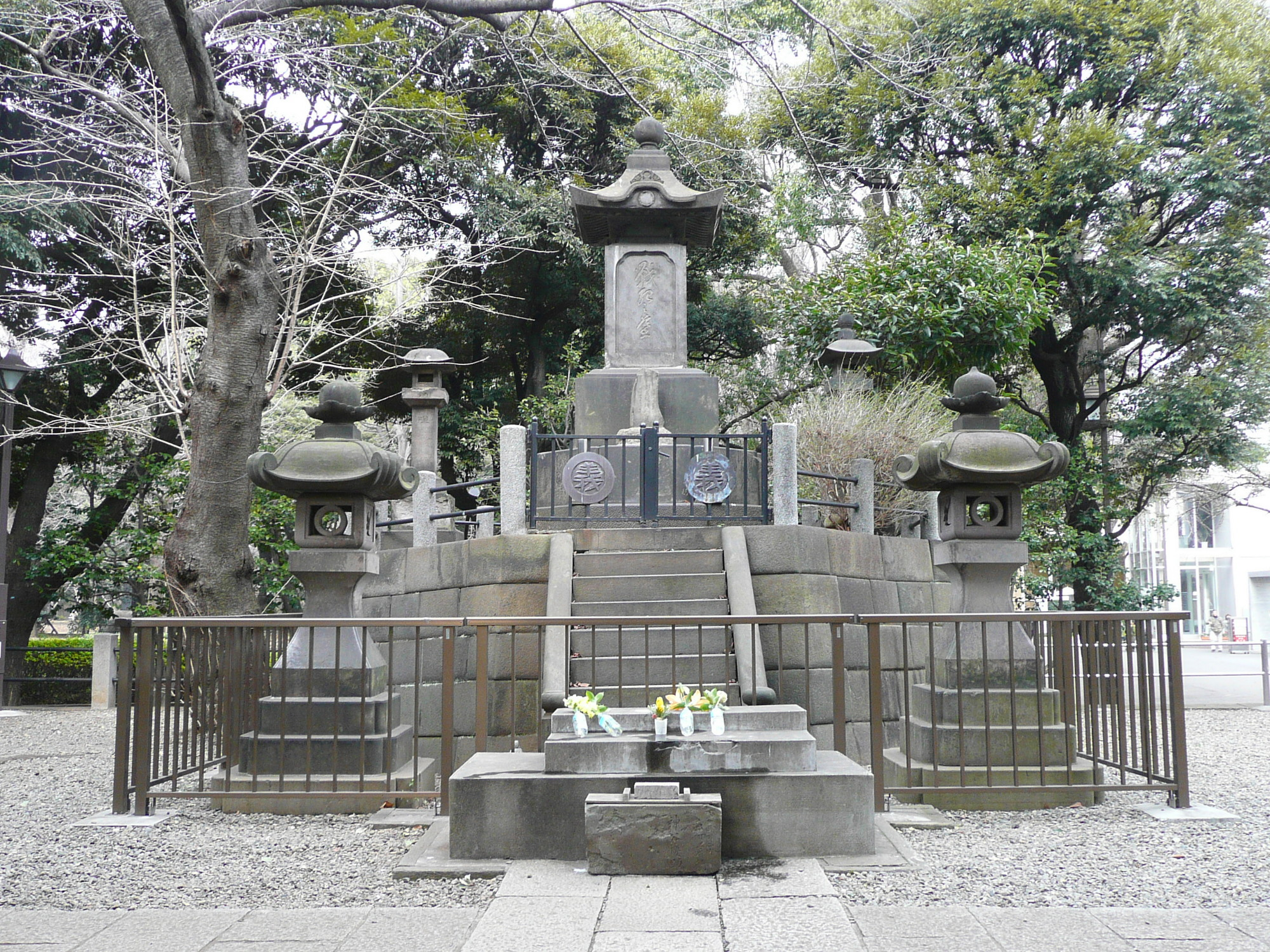
Đài tưởng niệm Shōgitai
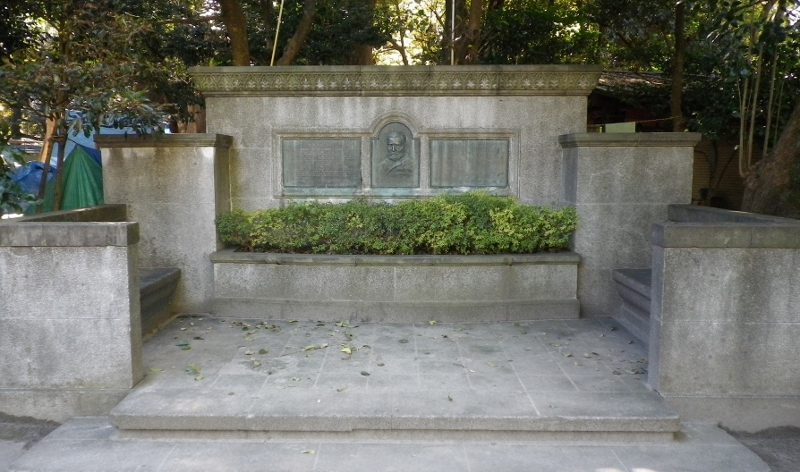
Đài tưởng niệm Ulysses Grant
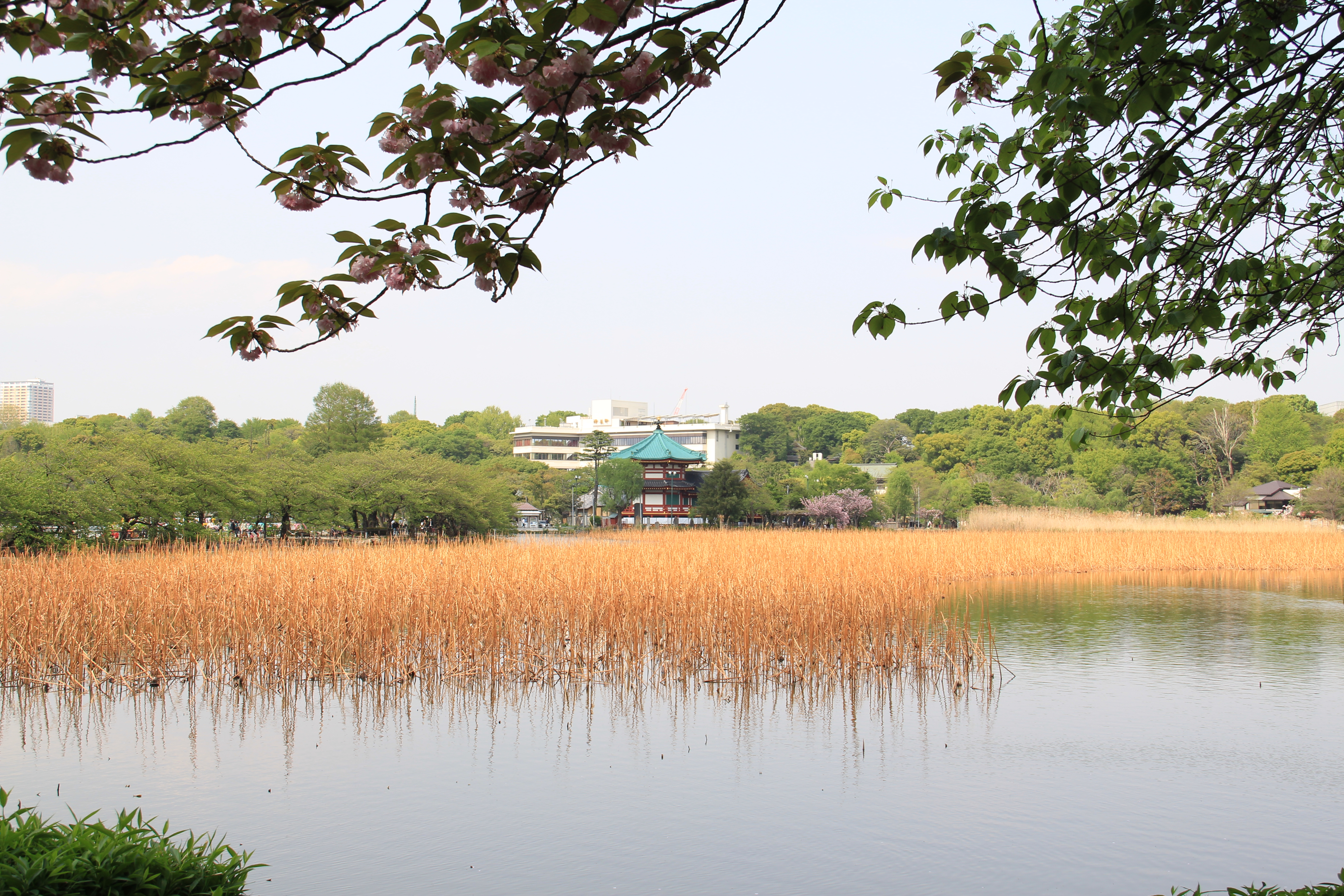
Shinobazu Pond
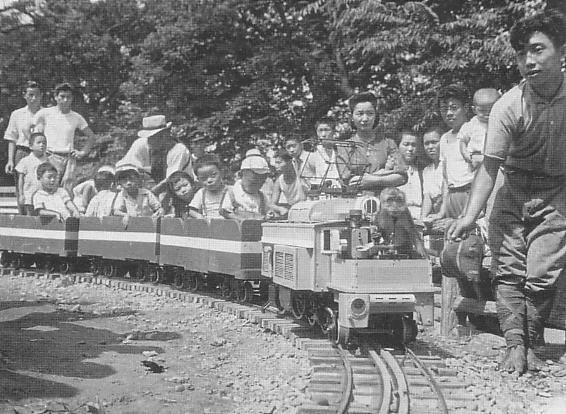
Sở thú Ueno
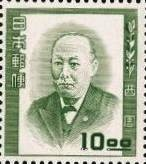
Học viện Nhật Bản
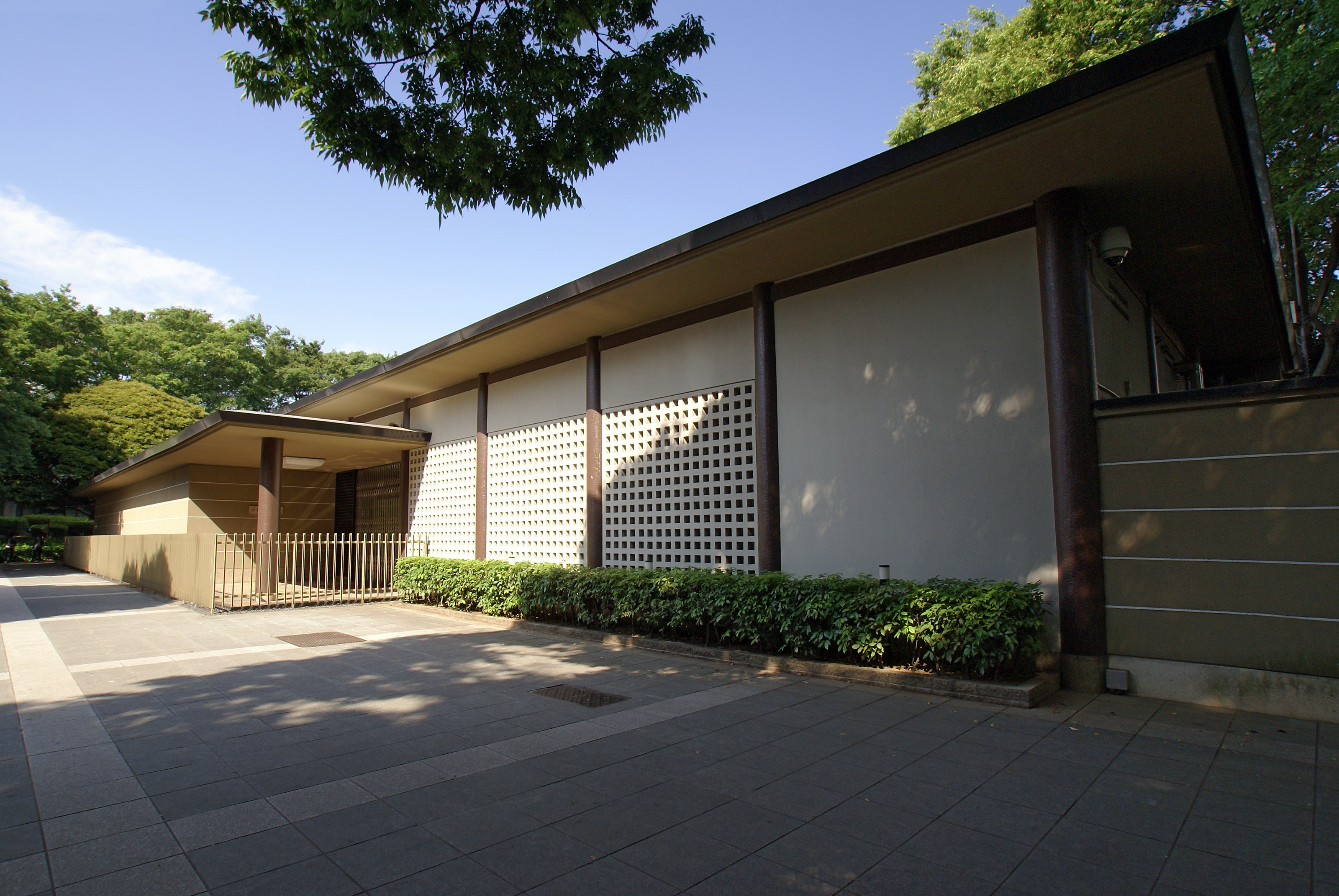
Học viện nghệ thuật Nhật Bản
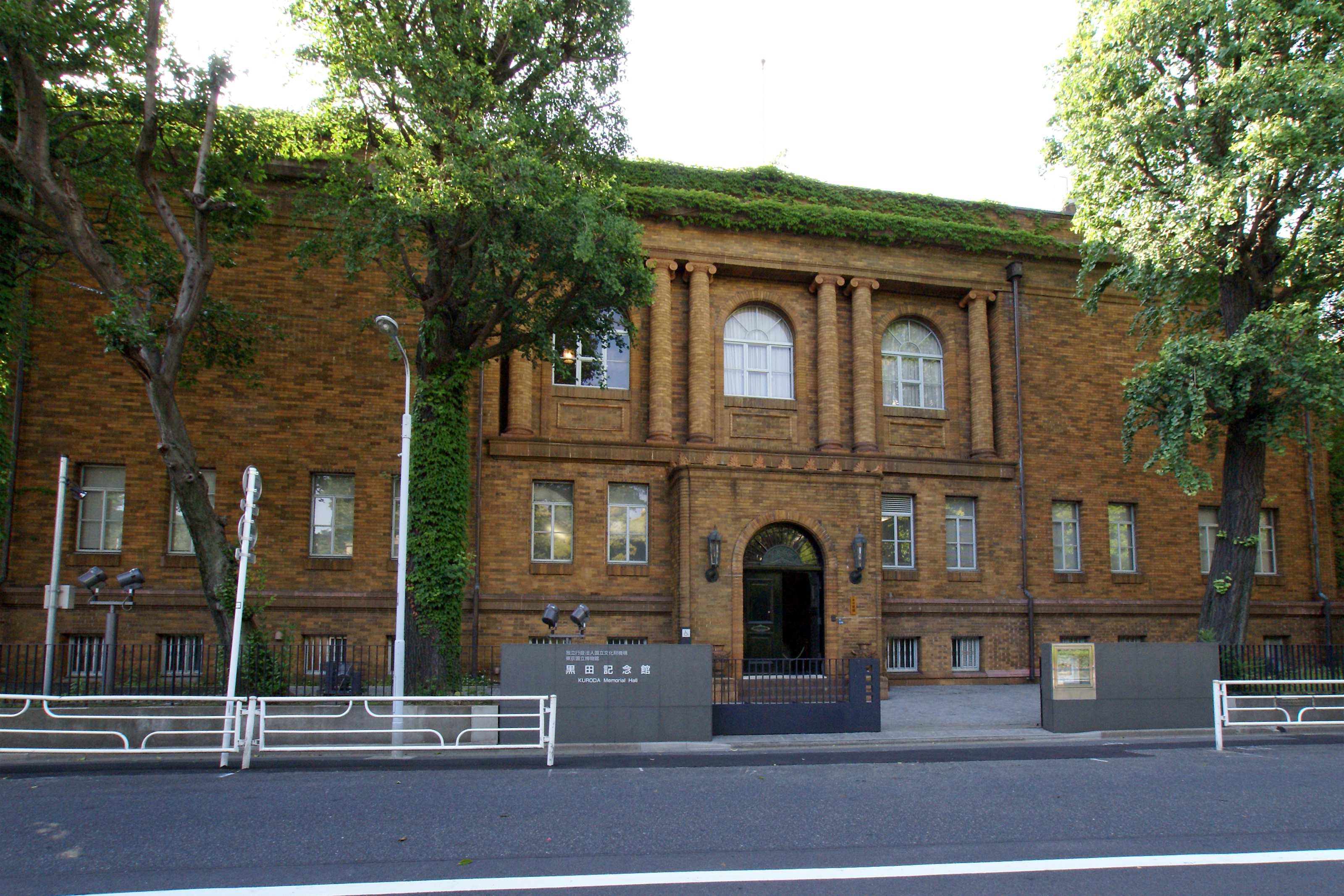
Nhà tưởng niệm Kuroda, Viện nghiên cứu văn hóa Tokyo
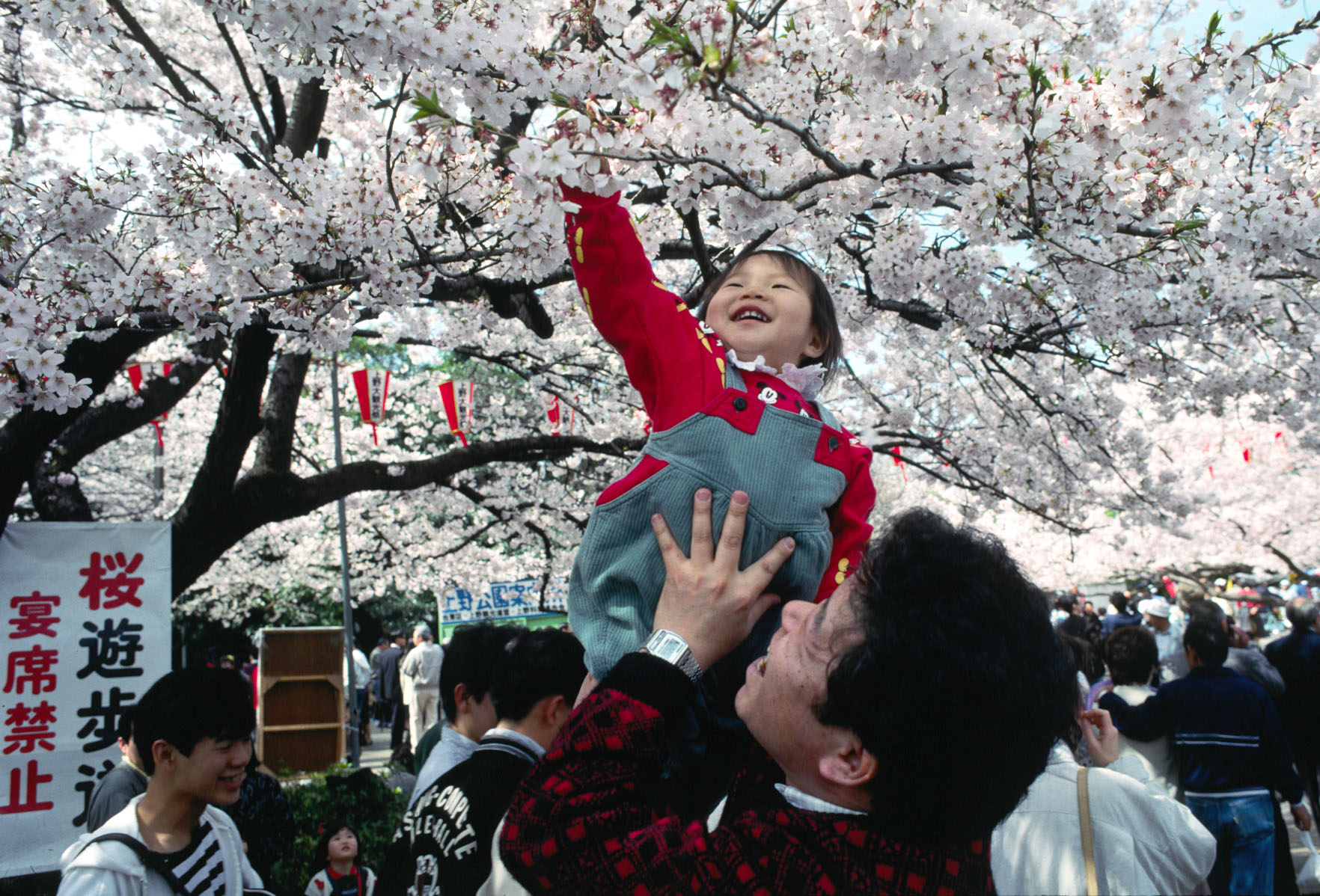
Hanami
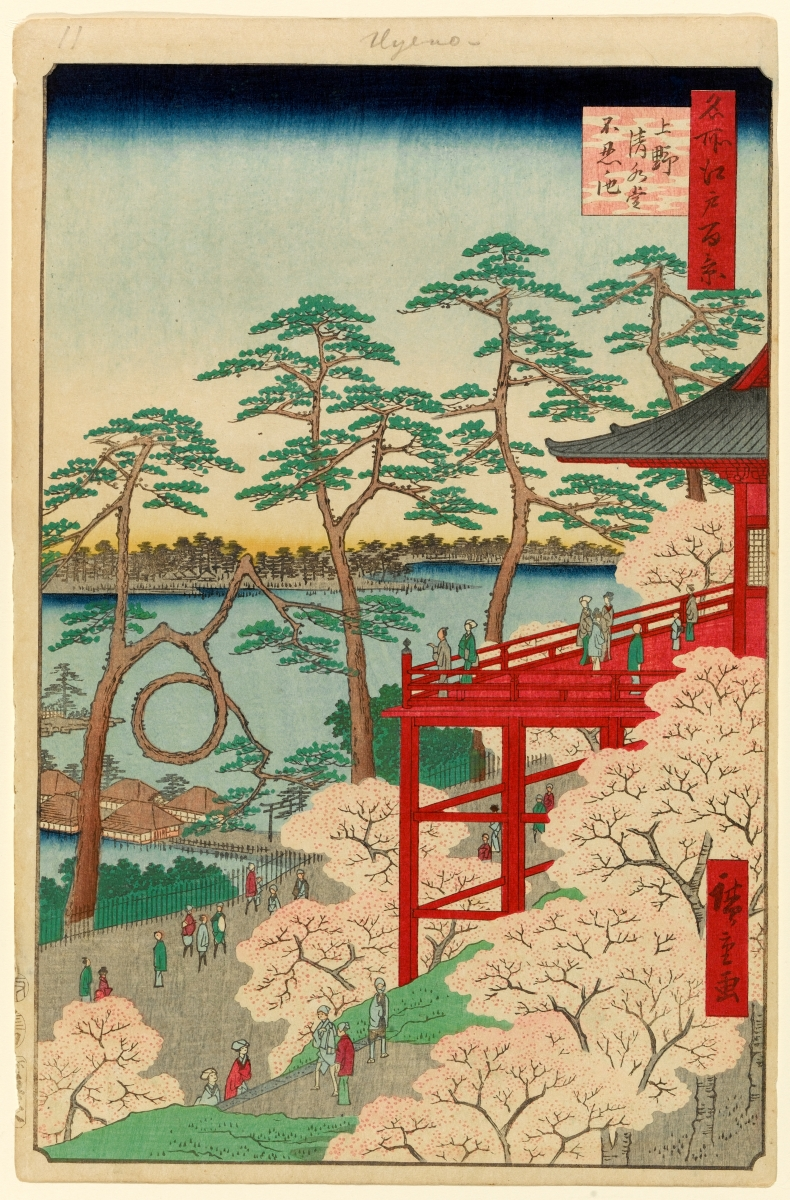
Hiroshige